# سعود الفيصل
سعود بن فيصل بن عبد العزيز آل سعود المعروف باسم سعود الفيصل (22 ذو القعدة 1358هـ / 2 يناير 1940 - 22 رمضان 1436هـ / 9 يوليو 2015) سياسي ودبلوماسي سعودي وهو ثالث وزير للخارجية السعودية وذلك في الفترة من 1975 إلى 2015، وبحلول موعد تقاعده أصبح وزير الخارجية الأطول خدمة في العالم.
ولد سعود الفيصل في مدينة الطائف سنة 1940، وهو أحد أبناء الملك فيصل من زوجته عِفّت. درس في مدرسة هون وبرينستون، وتخرج من جامعة برنستون سنة 1964 حيث حصل على بكالوريوس في الاقتصاد. التحق بوزارة البترول والثروة المعدنية (أصبحت حالياً وزارة الطاقة ووزارة الصناعة والثروة المعدنية) وعمل مستشاراً اقتصادياً لها وعضواً في لجنة التنسيق العليا بالوزارة، وانتقل بعدها إلى المؤسسة العامة للبترول والمعادن (بترومين) وأصبح مسؤولاً عن مكتب العلاقات البترولية الذي يشرف على تنسيق العلاقة بين الوزارة وبترومين، ولاحقاً عُيّن نائباً لمحافظ بترومين لشؤون التخطيط، وفي سنة 1971 عُيِّن وكيلاً لوزارة البترول والثروة المعدنية. في عام 1975 صدر مرسوم ملكي بتعيينه وزيراً للخارجية بعد شغور المنصب بوفاة والده الملك فيصل بن عبد العزيز الذي كان وزيراً للخارجية وهو ملكاً على البلاد، وقد استمر في منصبه حتى أبريل 2015. وقد عُين بعدها وزير دولة وعضو بمجلس الوزراء ومستشاراً ومبعوثاً خاص للملك سلمان بن عبد العزيز، ومشرفاً على الشؤون الخارجية. وقد توفي سعود الفيصل في يوليو 2015.
شغل سعود الفيصل عدة مهام أخرى، منها عضو المجلس الأعلى للبترول، ونائب لرئيس المجلس الأعلى للإعلام، وعضو مجلس إدارة الهيئة الوطنية لحماية الحياة الفطرية وإنمائها وكان عضواً منتدباً في مجلس إدارتها، وعضو مجلس الأمناء بمؤسسة الملك فيصل الخيرية ورئيس مجلس إدارة مدارس الملك فيصل. بالإضافة إلى أنه وبحكم عمله وزيرًا للخارجية فقد شارك بعضوية الكثير من اللجان العربية والإسلامية مثل اللجنة العربية الخاصة بلبنان، ولجنة التضامن العربي، واللجنة السباعية العربية ولجنة القدس واللجنة الثلاثية العربية حول لبنان ضمن وزراء خارجية الدول الثلاث وغيرها.
كما كان يتحدث سبع لغات فإلى جانب العربية، كان يتحدث الإنجليزية والفرنسية والإيطالية والألمانية والإسبانية والعبرية.

## مولده ونشأته

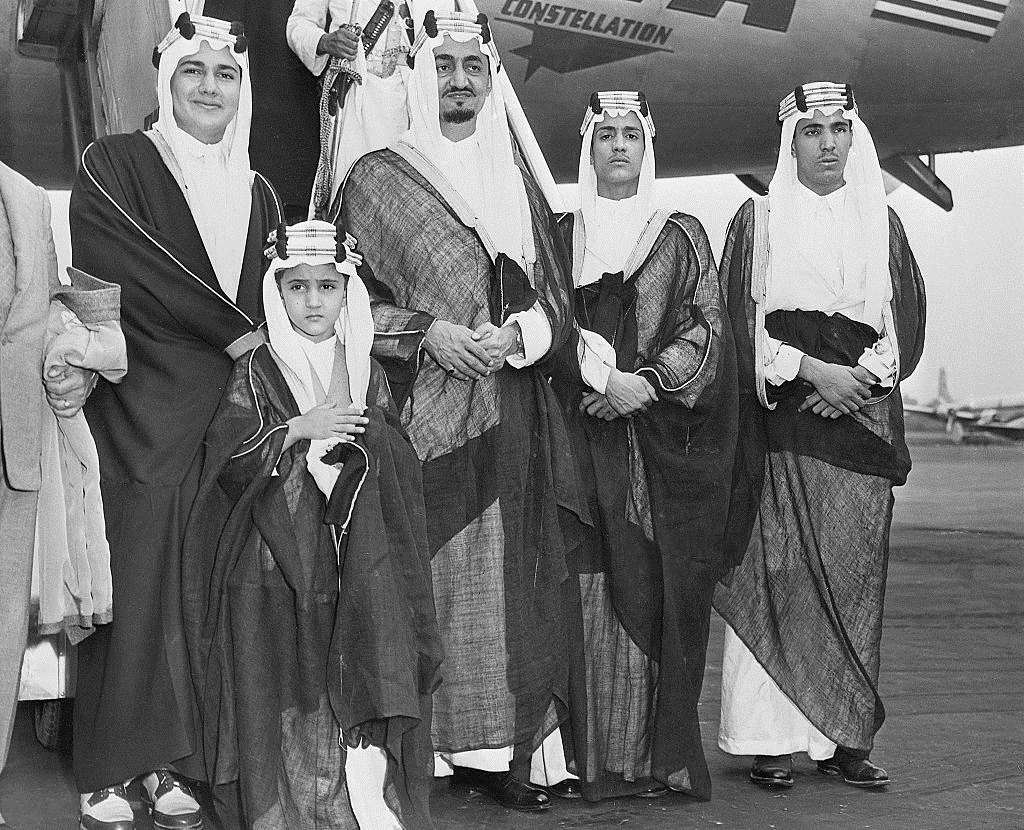
سعود الفيصل وهو في السابعة من عمره برفقة والده وأعمامه سنة 1947م.

ولد سعود الفيصل في مدينة الطائف يوم 22 ذو القعدة 1358هـ الموافق 2 يناير 1940. وهو الابن الرابع للملك فيصل بن عبد العزيز آل سعود، والثاني من زوجته الملكة عفت بنت محمد بن سعود الثنيان آل سعود، وكان الملك فيصل قد تزوجها سنة 1932م عندما كان نائباً للملك على الحجاز ووزيراً للخارجية، وهي الوحيدة من بين زوجات ملوك السعودية التي أطلق عليها لقب صاحبة الجلالة الملكة. كما أنه حفيد الملك عبد العزيز آل سعود، والأخ الشقيق لكل من محمد الفيصل، وعبد الرحمن الفيصل، وبندر الفيصل، وتركي الفيصل، وسارة الفيصل، ولطيفة ولولوة الفيصل، وهيفاء الفيصل.
سكن مع والده وأشقائه في قصر الكاتب بحي السلامة في الطائف، حيث كان والده الملك فيصل يقطن القصر عندما كان نائباً في الحجاز، في عهد الملك عبد العزيز آل سعود.
نشأ سعود الفيصل في بداية حياته بمدينة الطائف، وقد تلقى تعليمه الابتدائي والمتوسط والثانوي بمدرسة الطائف النموذجية الواقعة بحي السلامة أمام قصر الكاتب آنذاك، وكانت المدرسة النموذجية قد تأسست سنة 1366 هـ في الطائف واستمرت إلى سنة 1380 هـ حيث تم نقلها إلى جدة وتم تغيير اسمها إلى مدارس الثغر النموذجية. كما درس لاحقاً في مدرسة هون وبرينستون، وتخرج من جامعة برينستون بولاية نيوجيرسي الأمريكية سنة 1964، حيث حصل على درجة البكالوريوس في الاقتصاد.

## حياته العملية المبكرة

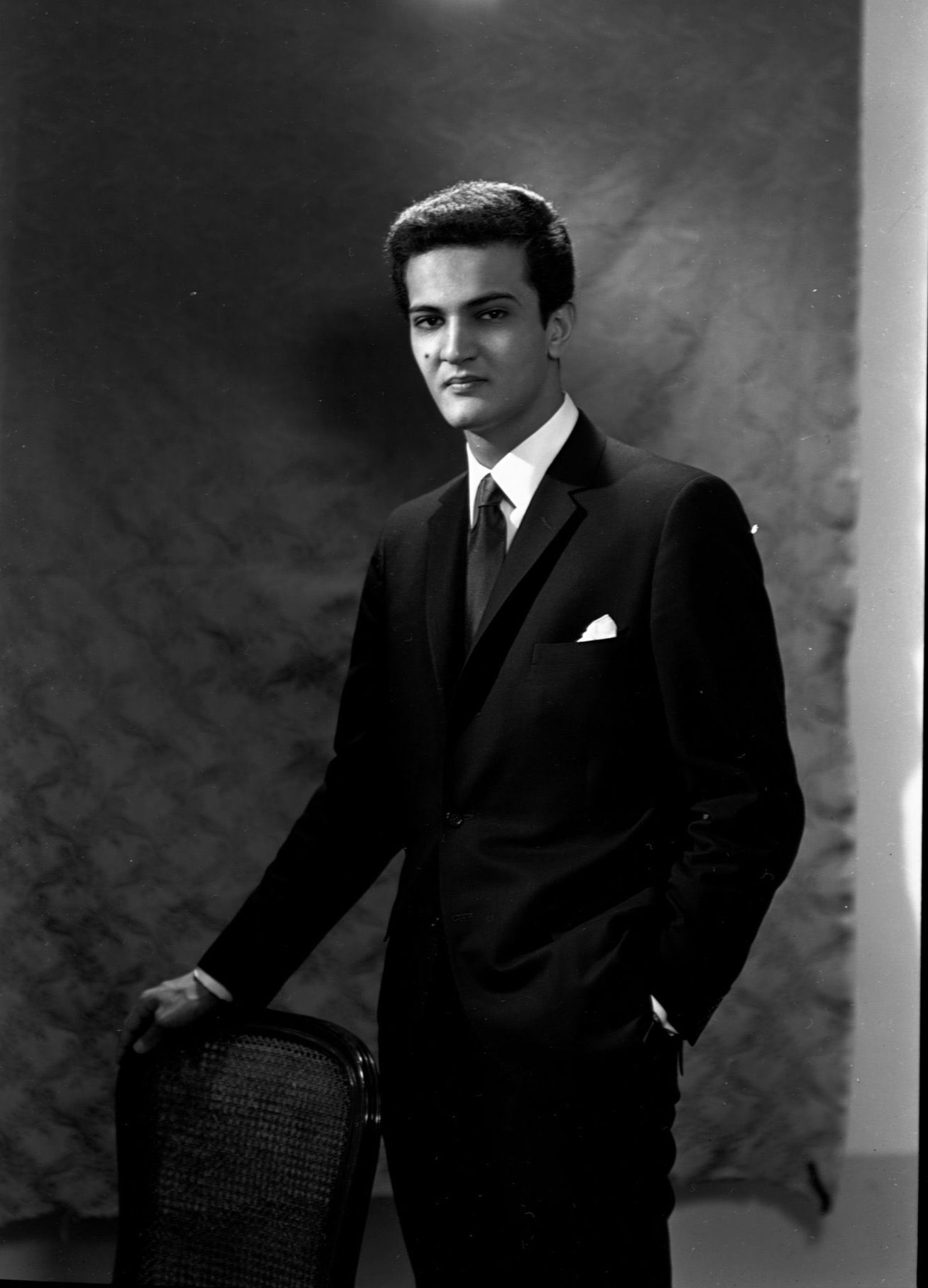
سعود الفيصل في أوائل العشرينات من عمره.

التحق سعود الفيصل بوزارة البترول والثروة المعدنية حيث عمل مستشاراً اقتصادياً لها وعضواً في لجنة التنسيق العليا بالوزارة، وانتقل بعدها إلى المؤسسة العامة للبترول والمعادن (بترومين) وأصبح مسؤولاً عن مكتب العلاقات البترولية الذي يشرف على تنسيق العلاقة بين الوزارة وبترومين وذلك في 15 يونيو 1966م الموافق 26 صفر 1386 هـ، ولاحقاً عُيّن نائباً لمحافظ بترومين لشؤون التخطيط وكان ذلك في 15 يونيو 1971م الموافق 14 محرم 1390 هـ، ولاحقاً عُيّن وكيلاً لوزارة البترول والثروة المعدنية، وقد استمر في ذلك إلى سنة 1974.
كان سعود الفيصل قد التحق بوزارة الخارجية في عهد والده الملك فيصل وعمل إلى جانب وزير الدولة للشؤون الخارجية عمر السقاف، وبعد وفاة عمر السقاف عُيّن وزير دولة للشؤون الخارجية وذلك في الفترة من 29 مارس حتى 13 أكتوبر 1975م الموافق 17 ربيع الأول حتى 8 شوال 1395 هـ، واستمر في ذلك المنصب حتى صدر مرسوم ملكي بتعيينه وزيراً للخارجية بعد شغور المنصب بوفاة والده الملك فيصل الذي كان وزيراً للخارجية في فترة حكمه على البلاد.

## منصبه وزيرًا للخارجية
عُيّن سعود الفيصل وزيراً للخارجية في عهد الملك خالد بن عبد العزيز بموجب الأمر الملكي رقم أ / 236 وذلك في الثامن من شوال لعام 1395 هـ الموافق 13 أكتوبر 1975م أي بعد حوالي سبعة أشهر من شغور المنصب الذي كان يشغله والده، وكان حينها في الثلاثينات من عمره. وقد رأَسَ وفد السعودية في العديد من الاجتماعات الخاصة بالقمم العربية والإسلامية بالنيابة عن ملك البلاد، بالإضافة إلى رئاسته الدائمة لوفد السعودية للاجتماعات الخاصة بوزراء الخارجية العرب والمسلمين وكذلك اجتماعات الجمعية العامة للأمم المتحدة السنوية للفترة التي قضاها وزيرًا للخارجية، حيث استمر في منصبه لحوالي 40 عاماً، وهي أطول فترة يقضيها وزير للخارجية في منصبه على مستوى العالم. وقد عاصر عهد أربعة ملوك، هم خالد، وفهد، وعبد الله، وسلمان.
اهتم سعود الفيصل بالقضية الفلسطينية، كما لعب دوراً كبيراً في الجهود التي أدت إلى وضع حد للحرب الأهلية اللبنانية، وبخاصة مع التوصل إلى اتفاق الطائف سنة 1989م، وكذلك دوره في سياسة السعودية الخارجية أثناء الحرب العراقية الإيرانية، وفترة الغزو العراقي للكويت، وخلال حرب الخليج التي تبعته والتي أدت إلى تحرير الكويت.
كما ساهم في تأسيس مجلس التعاون الخليجي، وعاصر في فترة توليه للوزارة عدة أحداث أخرى، من أبرزها أحداث الحادي عشر من سبتمبر، والغزو الأمريكي للعراق، والربيع العربي وما تبعه من أحداث في سوريا واليمن ومصر وليبيا.

### القضية الفلسطينية

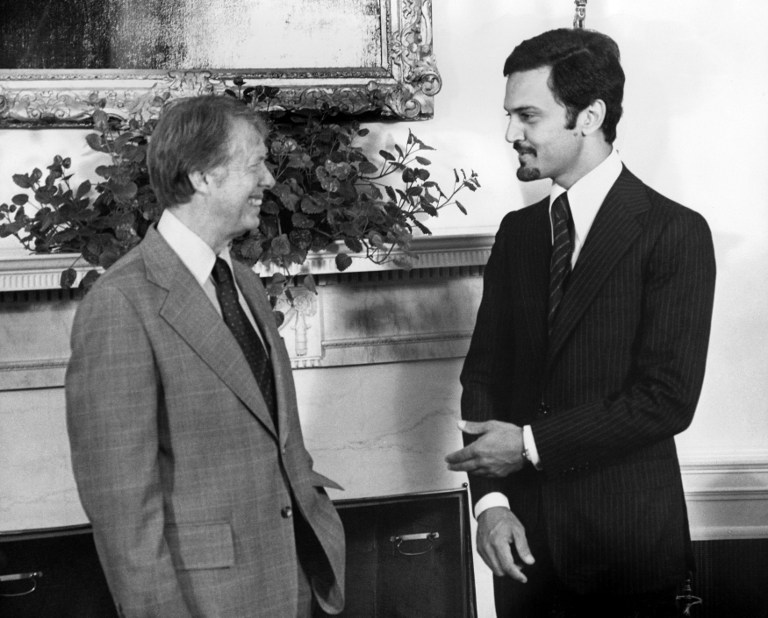
سعود الفيصل مع الرئيس الأمريكي جيمي كارتر في أول زيارة له للولايات المتحدة وزيرًا للخارجية، وذلك في سنة 1977م.

كان سعود الفيصل يضع القضية الفلسطينية في مقدمة اهتماماته، وفي أول خطاب له بالأمم المتحدة سنة 1977م هاجم إسرائيل منتقداً وذكر بأنها تملك أسلحة نووية ولا تسعى للسلام كما طالَب بحقوق الشعب الفلسطيني.
كان يرى بأن هذه القضية لا تحتاج إلى الدبلوماسية فحسب بل إلى استخدام كافة الطرق للوصول إلى الهدف المرجو لها، وإلى توصيلها إلى المجتمع الدولي.
وقد قال في إحدى جلساته: «لو أن العرب والمسلمين اجتمعوا كدول والتزموا بالقضية الفلسطينية عملياً في أدائهم وعملهم ومواجهة إسرائيل بالطرق السلمية، لكسبوها».
وفي رد له على مراسل صحيفة النيويورك تايمز عندما سأله عن لحظات السعادة في حياته السياسية، قال: «لم نر بعد لحظات للسعادة والسرور في زماننا، لم نرى إلا لحظات الأزمات والصراع، وكيف كان يمكن لنا أن نشعر بالفرح والسرور والشعب الفلسطيني لا يزال يعاني ويعيش تحت الاحتلال وفي المهاجر»، وكان ذلك في سنة 2009م والذي تزامن مع الحرب على غزة.
وقبل وفاته أكّد على أن السعودية تعتبر القضية الفلسطينية قضيتها الأولى كما كانت دائماً.

#### مبادرة السلام العربية
تعود فكرة المبادرة إلى سنة 1981م حينما تبنتها السعودية وقد طرحها فهد بن عبد العزيز ولي العهد السعودي حينها، إلا أن السعودية اضطرت لسحبها كونها لم تحظى بتوافق عربي وقتها. لاحقاً تم الإعلان عن مبادرة السلام العربية خلال القمة العربية التي أقيمت في بيروت سنة 2002م، وقد أطلقها عبد الله بن عبد العزيز ولي العهد السعودي آنذاك، وتضمنت المبادرة انسحاب إسرائيل الكامل من الأراضي العربية المحتلة بما فيها الجولان حتى حدود عام 1967م، وكذلك الأراضي التي لا تزال محتلة في جنوب لبنان، والتوصل إلى حل لمشكلة اللاجئين الفلسطينيين، وقبول قيام دولة فلسطينية مستقلة ذات سيادة على الأراضي الفلسطينية المحتلة منذ عام 1967م التي تشمل الضفة الغربية وقطاع غزة على أن تكون عاصمتها القدس الشرقية. عندها تقوم الدول العربية باعتبار الصراع العربي الإسرائيلي منتهياً، والدخول في اتفاقية سلام بينها وبين إسرائيل وإنشاء علاقات طبيعية معها.
دعم سعود الفيصل المبادرة وقد ذكر حينها بأن مبادرة السلام العربية جاءت متكاملة ولا تقبل التجزئة، وقال: «هي كل متكامل لا يمكن تجزئته، وبالتالي لا يمكن قبول قسم منها ورفض قسم آخر»، وأنها أداة للضغط على إسرائيل في الساحة الدولية وحتى في ساحة إسرائيل نفسها، وقال واصفاً المبادرة بأنها «سلاح ماض، نواجه به إسرائيل، ومن لديه سلاح أفضل فليقدمه»، و«أنها تنطلق من الإرادة العربية بالسلام، وتطالب إسرائيل بالاستجابة بخطوة مماثلة»، وقال «المبادرة تتجه في مطالبها لإسرائيل وتتوقع منها إجابة، فإذا كانت إسرائيل تطلب الأمن وتتوخى السلم فهذا هو السبيل، فإسرائيل لا تستطيع أن تحتفظ بالأرض وتطالب بالأمن، وإذا أرادت الأمن فعليها أن تقوم بالانسحاب وإعطاء الحقوق المشروعة للفلسطينيين، وإذا فعلت ذلك فالدول العربية ستجد الرد على ذلك، ومنه إنهاء حالة الحرب، وتوقيع اتفاقيات سلام في إطار إنشاء علاقات طبيعية»، وكان ذلك في مؤتمر صحفي مشترك مع وزير الخارجية اللبناني محمود حمود والأمين العام لجامعة الدول العربية عمرو موسى آنذاك.
في سنة 2005م ذكر سعود الفيصل بأن إسرائيل أضاعت فرصة تاريخية برفضها مبادرة السلام العربية، حيث يرى بأن العمل بهذه المبادرة سيؤدي إلى وقف الصراع وتسوية الوضع في منطقة الشرق الأوسط. وقد اعتبر أن الانسحاب من غزة آنذاك أمر جيد إلا أنه ليس كافياً ما لم يؤدي إلى انسحابات أخرى ووقف المستوطنات والعمل بما جاء في مؤتمر مدريد.
قام سعود الفيصل بالمساهمة في إعادة إطلاق مبادرة السلام العربية سنة 2007م وذلك بعد خمسة أعوام على إطلاقها في القمة العربية في بيروت؛ وكان يميل إلى السياسة الحذرة مع إسرائيل حيث يرى بأن أي علاقة معها يجب أن تكون مرتبطة بحل النزاعات بينها وبين الفلسطينيين إضافة إلى السوريين واللبنانيين، وذلك على أساس الانسحاب الكامل من الأراضي المحتلة. كما أكد مجلس التعاون الخليجي الأوروبي في نفس العام على مواقفهما المشتركة بخصوص السلام في الشرق الأوسط ورفض أية تغييرات على حدود 1967م ما لم يتم التوصل لها عبر التفاوض بين الأطراف المعنية بذلك، وأن السلام الدائم ينبغي أن يلبي التطلعات المشروعة للشعبين الفلسطيني والإسرائيلي بالإضافة إلى لبنان وسوريا، وكان سعود الفيصل قد رأس وفد مجلس التعاون لدول الخليج العربية بصفته رئيس المجلس الوزاري لمجلس التعاون إلى جانب الأمين العام للمجلس عبد الرحمن العطية آنذاك.

#### اتفاق مكة وما تبعه

نص اتفاق مكة بين حركتي فتح وحماس.

قامت السعودية بإطلاق مبادرة اتفاق بين حركتي حماس وفتح في مكة، وكان ذلك في عهد الملك عبد الله بن عبد العزيز، في الفترة من 19 إلى 21 محرم 1428 هـ الموافق من 6 إلى 8 فبراير 2007م، وقد جرى الاتفاق فيها على تشكيل حكومة وحدة وطنية فلسطينية وفق اتفاق تفصيلي معتمد بينهما إلى جانب بنودٍ أخرى.
كان يرى سعود الفيصل بأن اتفاق مكة بين الحركتين يعزز من فرص الخروج بموقف عربي موحّد يدعم المبادرة العربية للسلام.
رغم الأجواء الإيجابية التي رافقت الإعلان إلا أن التوتر بقي حاصلاً في الفترة التي تلت توقيع الاتفاقية وما تبعها من أحداث نتجت عنها سيطرة حركة حماس على قطاع غزة مما أدى إلى انقسام بين الطرفين. وقد قال سعود الفيصل معلقاً على الأحداث: «فقد كان المأمول والمتوقع من قيادتي فتح وحماس بعد القسم الذى قطعوه على أنفسهم في أطهر بقاع الأرض أن يقفوا وقفة رجل واحد ويرفعوا صوتاً فلسطينياً واحداً في سياق كفاحهم لخدمة قضيتهم العادلة»، وذكر بأن الاتفاق وما تضمنه من تعهدات والتزامات على الطرفين كان قد شكّل آلية مناسبة وضرورية لوضع مبادرة السلام العربية الشاملة موضع التطبيق العملي. كما ذكر بأن السعودية لن تقدم مبادرة بديلة عن اتفاق مكة، وقال: «عليهم العودة إذا كانت لديهم رغبة حقيقية في المصالحة إلى ما تم الاتفاق عليه في هذا الإطار».
في 20 محرم 1429 هـ الموافق 28 يناير 2008م التقى سعود الفيصل بخالد مشعل رئيس المكتب السياسي لحركة حماس بشأن القضية الفلسطينية وعودة الحوار بين الحركتين.
لاحقاً في 17 محرم 1431 هـ الموافق 3 يناير 2010م التقى سعود الفيصل بخالد مشعل مجدداً، وقد قال مشعل بعد اللقاء: «قطعنا شوطاً كبيراً في الحوارات الفلسطينية الفلسطينية وجاهزون للتوقيع على ورقة المصالحة بعد أخذ ملاحظاتنا عليها».

### الحرب الأهلية اللبنانية
قام سعود الفيصل بدور هام فيما يتعلق بالحرب الأهلية اللبنانية، وكانت الحرب قد بدأت قبل توليه المنصب وزيرًا للخارجية بأقل من ثلاثة أشهر، وقد استمرت تلك الحرب منذ سنة 1975م حتى سنة 1990م، حيث ساهمت مجهوداته بعد مرور خمسة عشر عاماً من الحرب الأهلية في إيقافها والحيلولة دون تفاقم الأمور أكثر مما كانت عليه. كان فهد بن عبد العزيز قد أولى الأمر اهتماماً خاصاً في فترة ولايته للعهد وحتى في فترة حُكمه، وقد مرت فترة الجهود الدبلوماسية السعودية بمحطات رئيسية، حيث كانت البداية من مؤتمر القمة السداسي في الرياض سنة 1976م، مروراً بمؤتمر الحوار الوطني في جنيف سنة 1983م، ومؤتمر لوزان سنة 1984م، وانتهاءً باتفاق الطائف سنة 1989م.
اشتمل اتفاق الطائف على أربعة مواد أساسية؛ نصّت الأولى منه على تأكيد استقلال لبنان من ناحية الهوية العربية والشكل السياسي له دولةً جمهورية برلمانية ديمقراطية، ونصّت المادة الثانية على حل جميع الميليشيات وتعزيز الأمن الداخلي والقوات المسلحة، فيما نصّت المادة الثالثة على تحريره من الاحتلال الإسرائيلي، أما المادة الرابعة فتطرقت إلى العلاقات اللبنانية السورية.
كان سعود الفيصل قد ساهم كثيرًا في تلك الاتفاقية وشهد توقيعها، وكان ذلك الاتفاق الذي عمل على إنهاء الحرب الأهلية اللبنانية بشكل نهائي.
وفي تعليق دبلوماسي لبناني على أحداث مؤتمر الطائف كُتب: «أدى الأمير سعود الفيصل دوراً رائداً في تذليل العقبات وتقريب وجهات النظر وطمأنة المتخوفين وتخفيف تعنت المتشددين وقد عرف أن يكسب ثقة الأطراف كلها، وما كان لهذا المؤتمر أن ينجح لولاه».

### مجلس التعاون الخليجي

شعار الأمانة العامة لمجلس التعاون لدول الخليج العربية.

تأسس مجلس التعاون الخليجي في عهد الملك خالد بن عبد العزيز بتاريخ 25 مايو 1981م ليضم ست دول، وهي السعودية والإمارات والكويت وعُمان وقطر والبحرين، وقد قام سعود الفيصل بالمساهمة في تأسيسه ودعم مسيرته. حيث
كانت البداية الفعلية الخاصة بمراحل إنشاء المجلس في شهر أغسطس سنة 1980م، حينما تقدمت السعودية من خلال القمة الإسلامية التي عُقدت بمدينة الطائف بمشروع يعمل على إنشاء تجمع خليجي وإقامة تعاون واسع النطاق بين قوات الأمن الداخلي في الدول المعنية بدلاً من إنشاء حلف عسكري، وكذلك اشتراك القوات المسلحة النظامية وتأكيد سيادة كل دولة، وتسهيل المحافظة على القانون والنظام الداخلي فيها وتشجيع تلك الدول على تحقيق الاستقلال الذاتي العسكري. قدّم نايف بن عبد العزيز وزير الداخلية السعودي آنذاك مشروع أسماه (تحقيق الأمن الجماعي في الخليج) أثناء زيارته للكويت وباكستان في نهاية سنة 1980م، وكان هذا المشروع قد قدم تصوراً للتعاون المشترك فيما يخص الأمن الداخلي في دول المجلس إلى جانب التنسيق الأمني بين هذه الدول. قُدِّم إلى جانب هذا المشروع مشروع كويتي وآخر عماني، وفي 4 فبراير 1981م وخلال مؤتمر الرياض بين وزراء الخارجية للدول الست استقر الرأي على مشروع جاء في غالبيته متوافقاً مع المشروع السعودي وأقره الوزراء في ختام أعمال المؤتمر على وثيقة إعلان إنشاء مجلس التعاون الخليجي. وأوضح الإعلان أن إنشاء المجلس جاء تماشياً مع أهداف الوحدة العربية وفي نطاق ميثاق جامعة الدول العربية، واتخذ الرياض مقراً له. لاحقاً في فبراير 1981م اجتمعت لجنة الخبراء بالرياض لوضع نظام شامل لما اتفق عليه بشأن مجلس التعاون، إلى أن تم الإعلان عن مجلس التعاون الخليجي في الجلسة الافتتاحية للقمة الخليجية في أبو ظبي وذلك في 25 مايو 1981م.

### حرب الخليج
برز سعود الفيصل من خلال سياسة السعودية الخارجية إبّان الحرب العراقية الإيرانية وفي فترة الغزو العراقي للكويت سنة 1990 وكذلك خلال حرب الخليج التي تبعته وذلك سنة 1991م إلى تحرير الكويت. لاحقاً ومع الغزو الأمريكي للعراق سنة 2003م كان موقفه معارضاً له وحاول تقليل حدة التوتر الطائفي في أعقاب ذلك.

#### حرب الخليج الأولى
قاد سعود الفيصل سياسة السعودية الخارجية في فترة الحرب العراقية الإيرانية والتي بدأت سنة 1980م واستمرت حتى سنة 1988م، وكان يريد حينها أن يتم الأمر بين الطرفين العراقي والإيراني بالحل السلمي حتى لا تنتشر الحرب وتتأثر بها باقي دول المنطقة عموماً.
كان موقف دول مجلس التعاون الخليجي محايد بشكل رسمي إلا أنه في الواقع كان منحازاً نحو العراق. قُدِّرت مساهمة الدول الخليجية للعراق حربياً بحوالي 200 مليار دولار، وقد جمعت السعودية والكويت 300 ألف برميل يومياً لتعويض العراق عن تراجع إنتاجه النفطي. نشطت دول المجلس سياسياً ودبلوماسياً أثناء الحرب، وكان المجلس قد أُسِّس عقب اندلاع تلك الحرب بتسعة أشهر، وقد سيطرت الحرب على مجريات القمة الأولى للمجلس والتي عُقدت في أبو ظبي وذلك في 25 مايو 1981م، وكذلك القمة الثانية التي عُقدت في الرياض بتاريخ 10 - 11 نوفمبر 1981م.
أهاب مجلس التعاون في 30 - 31 مايو 1982م الذي عُقد في الرياض بتجاوب إيران مع استعداد العراق للسلام. عبَّر المجلس الوزاري لمجلس التعاون الخليجي في الدورة الرابعة التي عُقدت الطائف في يوليو 1982م عن تقديره بسحب العراق لقواته من الأراضي الإيرانية إلى الحدود الدولية، وكان قد أبدى استعداده لحل المشكلة سلميّاً.
لاحقاً في سنة 1984م تمت مهاجمة سفن في الخليج، وكان لذلك تاثير كبير في ردود فعل دول المجلس، ودعا المجلس حينها إلى اجتماع استثنائي لوزراء خارجية دول المجلس في 17 مايو 1984م والذي عُقد في الرياض، وقد صدر عن ذلك إدانة الاعتداءات الإيرانية، كما تم طرح الموضوع على الاجتماع الطارئ لمجلس الجامعة العربية من أجل اتخاذ موقف عربي موحد، كما قرر المجلس عرض ذلك على مجلس الأمن الدولي. تبنّى مجلس الأمن القرار الخاص بالموانئ السعودية والكويتية، وكانت تلك المبادرة السياسية جزءاً من الدبلوماسية التي يتبعها المجلس.
خلال الدورة الرابعة عشرة للمجلس والمنعقدة في الرياض وذلك في مارس 1985م، أعلن المجلس الوزاري تضامنه مع العراق، ودعا إيران للاستجابة للحل السلمي، وقد قرر المجلس إرسال وفد إلى طهران وآخر إلى بغداد في مبادرة جديدة من مجلس التعاون لوقف الحرب.

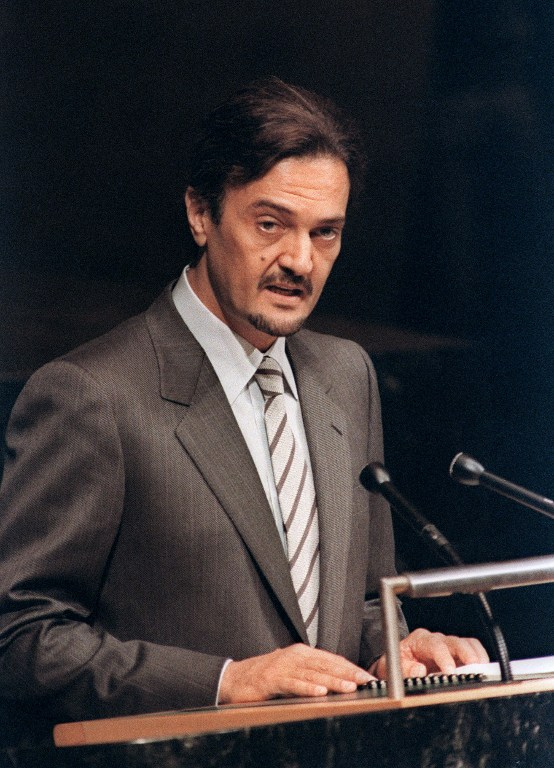
سعود الفيصل في خطاب له أمام الجمعية العامة للأمم المتحدة سنة 1987م.

قام مجلس التعاون الخليجي بتكليف سعود الفيصل لإجراء مباحثات مع الجانب الإيراني، وقد وصل إلى طهران في 19 مارس 1985م واجتمع مع وزير الخارجية الإيراني علي أكبر ولايتي حينها وذلك بحضور مسؤولين من الجانبين، وقد تناولت المحادثات القضايا المتصلة بأمن منطقة الخليج وخاصةً مسألة الحرب وما تجلبه من مخاطر على المنطقة، واتسمت المحادثات حينها بالصراحة والوضوح، وكانت تلك الزيارة هي الأولى من نوعها لمسؤول سعودي منذ بداية الحرب العراقية الإيرانية.
لم تؤدي الجهود الدبلوماسية إلى نتيجة في سبيل إنهاء الحرب، وعلى الرغم من أن دول المجلس أشارت إلى عدم رغبة الجانب الإيراني في التوصل إلى تسوية سلمية للحرب، إلا أنها كررت المساعي في إجراء حوار ومفاوضات، وكانت مخرجات قمة المجلس التي عُقدت في مسقط بتاريخ 6 نوفمبر 1985م أكثر ليونة في موقف دول المجلس، وكان البيان الختامي للقمة قد أشار إلى الحقوق الشرعية ومصالح كلا الطرفين، وقد أيّدت إيران ذلك الاجتماع.
إلا أن القوات الإيرانية قامت في بداية سنة 1986م باحتلال شبه جزيرة الفاو وهدّدت بفصل البصرة عن باقي العراق، كما قام مسؤولون إيرانيون بتهديد دول مجلس التعاون في حال استمرارها بدعم العراق. عندها رأت دول المجلس بأن إيران لا تريد إيقاف الحرب، وقام حينها بعض كبار المسؤولين من دول المجلس بزيارة إلى سوريا وليبيا لإقناع إيران بالحل السلمي. إلا أنه وفي فترة تلك الجهود، عملت دول الخليج على تنسيق دفاعي وأمني جماعي. كما ظهرت عدة أحداث من الجانب الإيراني من أبرزها أحداث مكة سنة 1987م.
كانت دول الخليج تبقي اتصالاتها في الحوار مع إيران عن طريق الإمارات وعُمان. وفي اجتماع القمة العربية المُنعقد في العاصمة الأردنية عمّان في أواخر شهر نوفمبر 1987م، قام مجلس التعاون الخليجي بجهود دبلوماسية جديدة لزيادة الضغط على إيران ولإيجاد تسوية للنزاع، وكانت سوريا في ذلك الاجتماع قد شاركت الدول العربية في إدانة إيران، الأمر الذي عمل على تحسين علاقتها بدول الخليج، وكانت تلك الدول ترى بأن سوريا قد تشكل ضغط على إيران نظراً للعلاقات الجيدة بينهما.
على الرغم من النشاط الدبلوماسي لمجلس التعاون لدول الخليج العربية إلا أن تلك المبادرات لم تنجح تماماً في تحقيق تسوية بين الطرفين، حيث كانت هناك عوامل أخرى أدت إلى إنهاء الحرب وقبول قرار مجلس الأمن، أبرزها التطورات الحاصلة على جبهات القتال بعد أن فشلت إيران في الوصول إلى أهدافها، كما أن أحداث السياسة الداخلية في إيران كانت قد تخوّفت من أن استمرار القتال قد يعمل على تمكين العراق من السيطرة على أهداف أخرى داخل الأراضي الإيرانية، إضافة إلى موقف الدول الكبرى كالولايات المتحدة والاتحاد السوفيتي وبريطانيا التي كان لها دور في وضع نهاية للحرب.

#### حرب الخليج الثانية
قامت القوات العراقية في 2 أغسطس 1990م باجتياح الكويت، وعلى إثر ذلك قامت السعودية من خلال سعود الفيصل وبتوجيهات من الملك فهد بن عبد العزيز بحشد تحالف دولي مكون من 32 دولة عربية وغربية وذلك في 17 يناير 1991م، بعد أن باءت المحاولات بشأن التفاوض للفشل، وقد تم تحرير الكويت في 28 فبراير 1991م.
كان سعود الفيصل قد قاد الجهود الدبلوماسية إقليمياً ودولياً، وذلك بالتنسيق مع وزراء خارجية دول مجلس التعاون الخليجي خصوصاً مع صباح الأحمد الجابر الصباح وزير الخارجية الكويتي آنذاك.
يرى البعض ومنهم خالد بن سعود بن خالد مساعد وزير الخارجية السعودي بأن هذه الحرب كانت سبباً في تدهور حالته الصحية والتي ظهرت فيما بعد، وذلك بسبب كثرة التحركات والضغوط النفسية التي عاشها في تلك الفترة، إذ لم يتوقع قيام العراق باحتلال الكويت، حيث قال: «لدى العرب دولة عربية محتلة هي فلسطين، ونطالب العالم بحقنا في وقف الاحتلال في حين أن دولة عربية تحتل دولة أخرى».

#### غزو العراق وتوابعه
قامت القوات الأمريكية في سنة 2003م بشن عمليات عسكرية على العراق وذلك بمساندة دول أخرى، الأمر الذي أدى إلى احتلال العراق عسكرياً من قِبل الولايات المتحدة. وكان سعود الفيصل قد صرَّح في نهاية سنة 2002م بأن السعودية تعارض شن حرب على العراق وأنها لن تشارك فيها حال وقوعها.
بالرغم من ذلك فقد ذكر بأنه إذا صدر قرار من مجلس الأمن حسب المادة السابعة من الميثاق الدولي فهذا يلزم كافة الدول للتعاون معه، ولكن لا يجبرها بأن تشارك في العمليات العسكرية، وأنه بالنسبة إلى السعودية في حال إصدار القرار بهذا الشكل ستضطر إلى التعاون معه، ولكنها لن تكون ضمن العملية العسكرية التي ستواجه العراق.

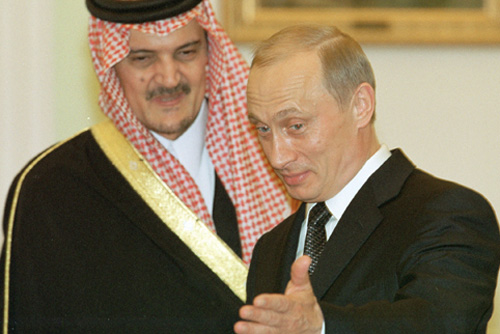
سعود الفيصل والرئيس الروسي فلاديمير بوتين، أثناء زيارته لروسيا سنة 2002م.

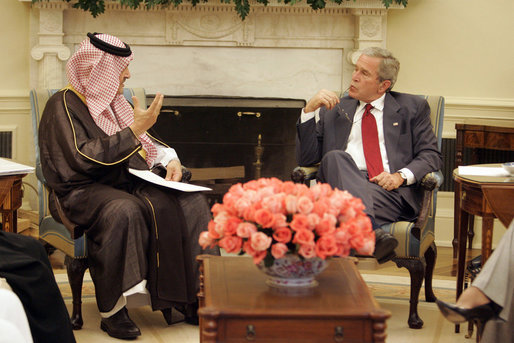
لقاء بين سعود الفيصل والرئيس الأمريكي جورج دبليو بوش سنة 2006م.

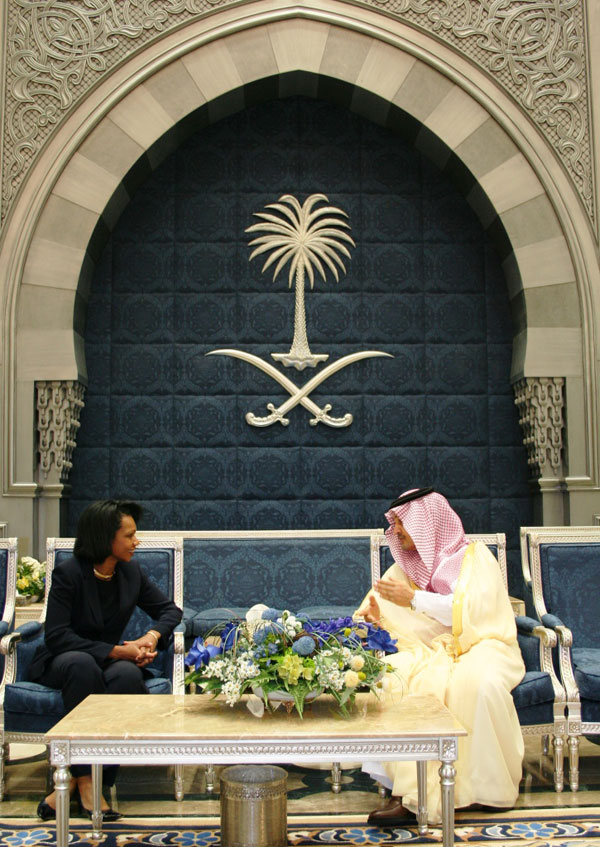
سعود الفيصل مع وزيرة الخارجية الأمريكية كونداليزا رايز سنة 2006م.

مع بداية سنة 2003م حذر سعود الفيصل من تبعات الإقدام على الحرب في حال موافقة مجلس الأمن عليها، وطالب بمنح الدول العربية فرصة للتدخل كوسيط يحول دون الحرب، وكان يرى بأنه من الواجب على الأمم المتحدة ومجلس الأمن القيام بمنع الحرب لا للترخيص بشنّها، وقال إن: «مجلس الأمن يجب ألا يكون جهازاً يختص بمنح تراخيص الحرب بقدر ما هو جهاز معني بالبحث عن الحلول السلمية لحفظ الأمن والسلم والاستقرار العالمي الذي لن يتحقق إلا بحفظ أمن واستقرار دوله ووحدة أراضيها بما في ذلك العراق» كما قال «إن مجلس الأمن مطالب ببحث موضوع العراق من جميع جوانبه، وحتى في حال صدور قرار من مجلس الأمن يقضي بالحرب لا سمح الله فمن الضروري إعطاء الدول العربية فرصة زمنية أخيرة للوساطة والتدخل».
كما ذكر أيضاً «وفي إطار الجهود التي قامت وتقوم بها السعودية في هذا الشأن، وبتوجيه من المقام الكريم (لخادم الحرمين الشريفين الملك فهد) قمت بعدة زيارات لعدد من الدول الأعضاء الدائمين في مجلس الأمن الدولي وبالتحديد لكل من فرنسا وبريطانيا والولايات المتحدة الأمريكية، كما تم الاتصال مع حكومة روسيا الاتحادية حيث استقبلتُ وكيل وزارة الخارجية الروسية، ويجري الترتيب لزيارة الصين، وقد حملت خلال هذه الزيارات رسائل من خادم الحرمين الشريفين وولي العهد إلى رؤساء هذه الدول، وتمحورت الرسائل والمباحثات الرسمية حول السبل والوسائل التي تستهدف منع وقوع الحرب وتجنيب العراق والمنطقة لآثارها المدمرة مع التأكيد على أهمية أن يكون الحل عبر الأمم المتحدة ويستهدف في محصلته النهائية تنفيذ قرارات مجلس الأمن مع الحفاظ على سيادة العراق ووحدة أراضيه وسلامته الإقليمية، وتجنب تقسيمه تحت أي ظرف من الظروف، مع أهمية إعطاء فرق التفتيش الدولية الوقت الكافي لإتمام مهمتها وضرورة تعاون السلطات العراقية معهم بشكل فعال، وذلك لدعم الجهود الدولية المبذولة لتفادي أية نتائج سيئة محتملة قد تفضي إلى انهيار العراق ودخوله في فوضى لا سمح الله». وحذر أيضاً من عواقب انهيار الأمن في العراق بقوله «إذا انفرط الأمن الداخلي فلا أعتقد أن الأمم، حتى بعدد قواتها الموجودة الآن ستكون قادرة على أن تبقي الدولة في إطارها وسيكون هناك انهيار للإدارة، وبالتالي النتيجة ستكون وخيمة على المنطقة»، كما ذكر أيضاً «اذا انتهى الامر بوجود ثلاث أو أربع دويلات في العراق ستكون هناك صراعات في ما بينها على ثروات العراق. عندئذ لن يعرف أحد من الصديق ومن العدو في تلك الفوضى».
لاحقاً بعد الهجوم على بغداد في مارس 2003م، قال سعود الفيصل في تصريح له «الطريقة الوحيدة لمواجهة الوضع في العراق هي أن يقدم الرئيس صدام حسين تضحية وبما أنه يدعو جميع العراقيين إلى التضحية بأراوحهم من أجل بلاده يمكن أن نتوقع أن يخطو هو هذه الخطوة»، وكان طه ياسين رمضان قد انتقده لمطالبته الرئيس صدام حسين بالتنحي. كما نفى بأن تكون الولايات المتحدة قد استخدمت أيّاً من القواعد العسكرية في السعودية، ولكنه ذكر بأن القوات الأمريكية كانت تقوم بمراقبة منطقة الحظر الجوي المفروضة على جنوب العراق من السعودية، وقد نفى أن تكون السعودية قد أعطت الموافقة للولايات المتحدة باستخدام مجالها الجوي لتحليق الصواريخ العابرة.
قام سعود الفيصل بتوجيه العديد من الانتقادات العلنية لسياسة الرئيس الأمريكي جورج بوش في المنطقة وذلك إثر اتساع الحرب الطائفية في العراق.
توترت العلاقات السعودية الأمريكية في سنة 2004م، وقد وصف سعود الفيصل ذلك حينها بأنها «"زواج إسلامي" تستطيع فيه المملكة الاحتفاظ بعدة زوجات ما دامت تستطيع أن تعدل بينهن».
في مقابلة له أذيعت على قناة أمريكية مع المذيع تشارلي روز سنة 2004م سُئل عن مدى التعاون بين الدولتين، ذكر بأنه كان لدى السعودية في حرب الخليج الأولى 250 ألف جندي وعندما جاءت حرب الخليج الثانية كان لديها جنود بالإضافة إلى معدات للولايات المتحدة موجودة في السعودية، وذكر بأن الولايات المتحدة كانت ستحتاج إلى الاستشارة والتعاون والحديث في أي جهود تقوم بها في العراق، وقد نصحتهم السعودية بأنه لا توجد حاجة إلى خوض حرب لإزاحة الرئيس العراقي صدام حسين وأنه بالإمكان الاستعانة بالحكومة والجيش العراقي في حل المسألة، وفي سؤاله عن أن ما حدث في العراق هل كان هو المتوقع، فأجاب بأنه عند حل مشكلة سوف تنتج عشر مشاكل ويشمل ذلك مسألة الإثنيات والطوائف.

### موقفه من الربيع العربي

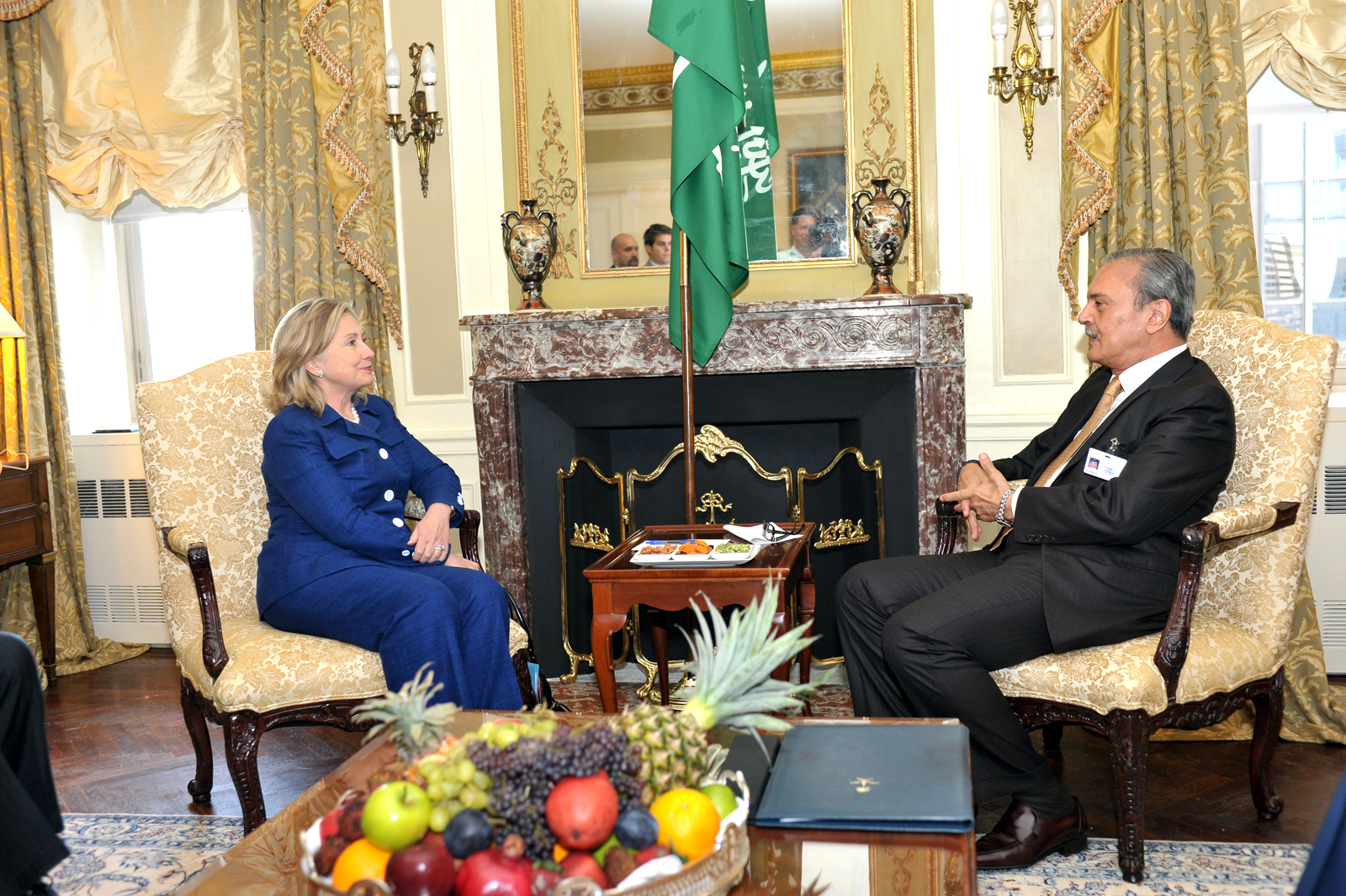
سعود الفيصل ووزيرة الخارجية الأمريكية هيلاري كلينتون سنة 2010م.

كان سعود الفيصل يرى بأن الظروف والأحداث التي شهدتها عدد من الدول العربية خلال الفترة التي بدأت منذ سنة 2011م حتى وفاته، سببها ظروف تنموية واقتصادية واجتماعية، ولحل تلك المسألة فإنه يتوجب على الدول العربية وضع استراتيجيات اقتصادية من شأنها تلبية احتياجات المواطن العربي.
كما ذكر جمال خاشقجي في مقابلة له بأن سعود الفيصل كان متفهماً للربيع العربي، حيث قال: «فكان يقوم بالدور المطلوب منه، كان عليه أن يمثل رأي الدولة، لكن في الجلسات معه كان يحلّل ويفهم الربيع العربي وظروفه ودوافعه».

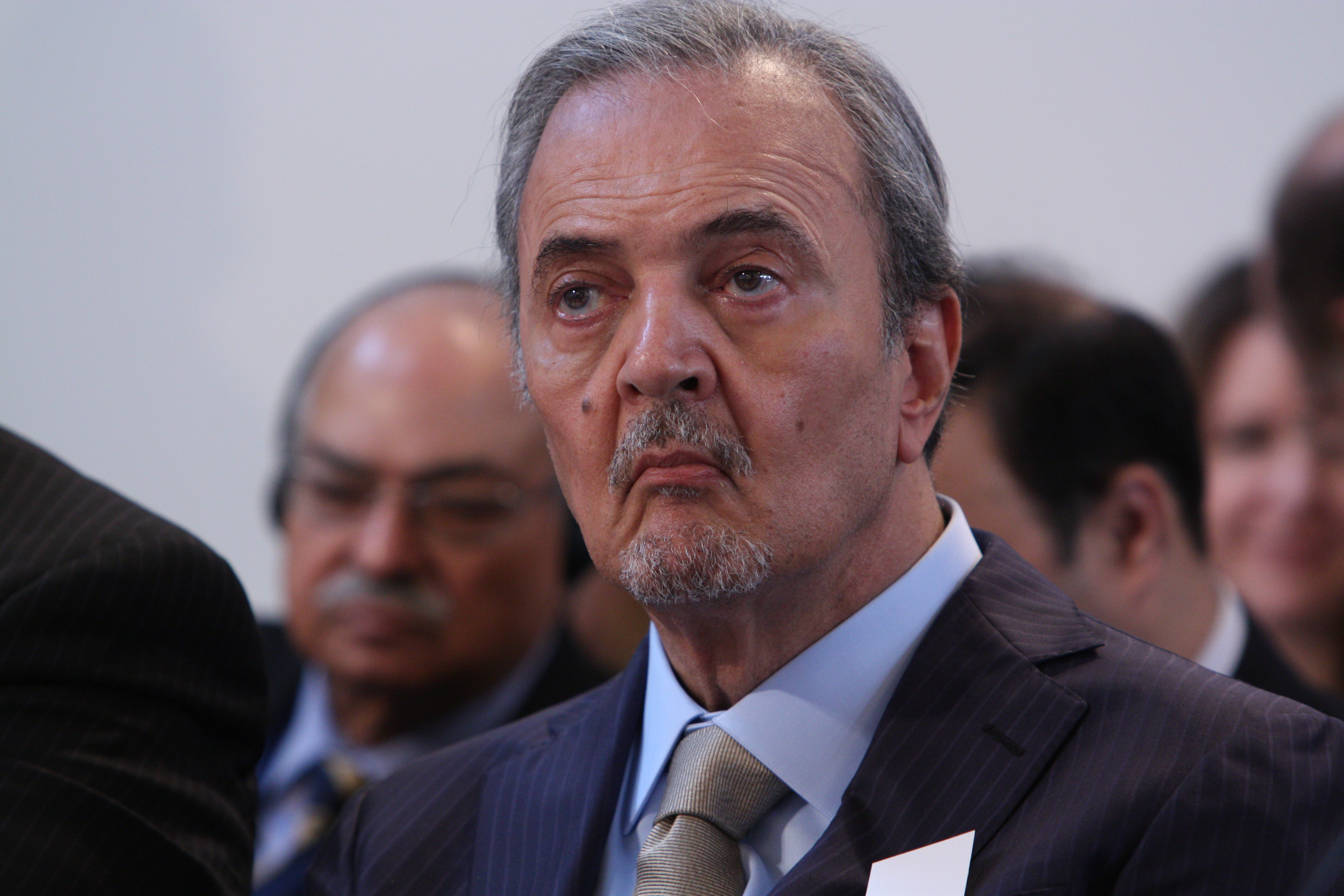
سعود الفيصل خلال مؤتمر في لندن سنة 2012م.

خلال الاحتجاجات السعودية التي تزامنت مع بداية الربيع العربي ذكر سعود الفيصل في مؤتمر صحفي عقده بأن الحوار لا الاحتجاجات هو أفضل سبيل من أجل التغيير في السعودية، حيث قال: «أفضل وسيلة للوصول لما يريده المواطن هو طريق الحوار»، كما حذر من أي تدخل أجنبي في الشؤون الداخلية للسعودية، وذكر بأن أسباب الاضطرابات في الوطن العربي قد تختلف من بلد إلى آخر، حيث قال: «أعتقد أن كل بلد له خصوصياته فلا يمكن الجمع بين كل الظروف، فكل بلد يختلف عن الآخر، ولا أستطيع أن أقول إنها ظاهرة تعم كل البلدان».
قامت السعودية باستضافة زين العابدين بن علي الرئيس التونسي السابق بعد أن غادر إليها في 14 يناير 2011م إثر قيام الثورة في تونس حينها، وفي 20 يناير 2011م صرَّح سعود الفيصل بأن استضافة السعودية للرئيس التونسي السابق ليس فيها أي مساس للشعب التونسي، وأنها ليست المرة الأولى التي تجير فيها السعودية مستجيراً بها، إلا أنه أكد بأن السعودية لن تسمح له بالعمل السياسي وأن هناك شروط وضوابط لبقائه، وأن موقف السعودية متضامن مع الشعب التونسي في بلوغ أهدافه.

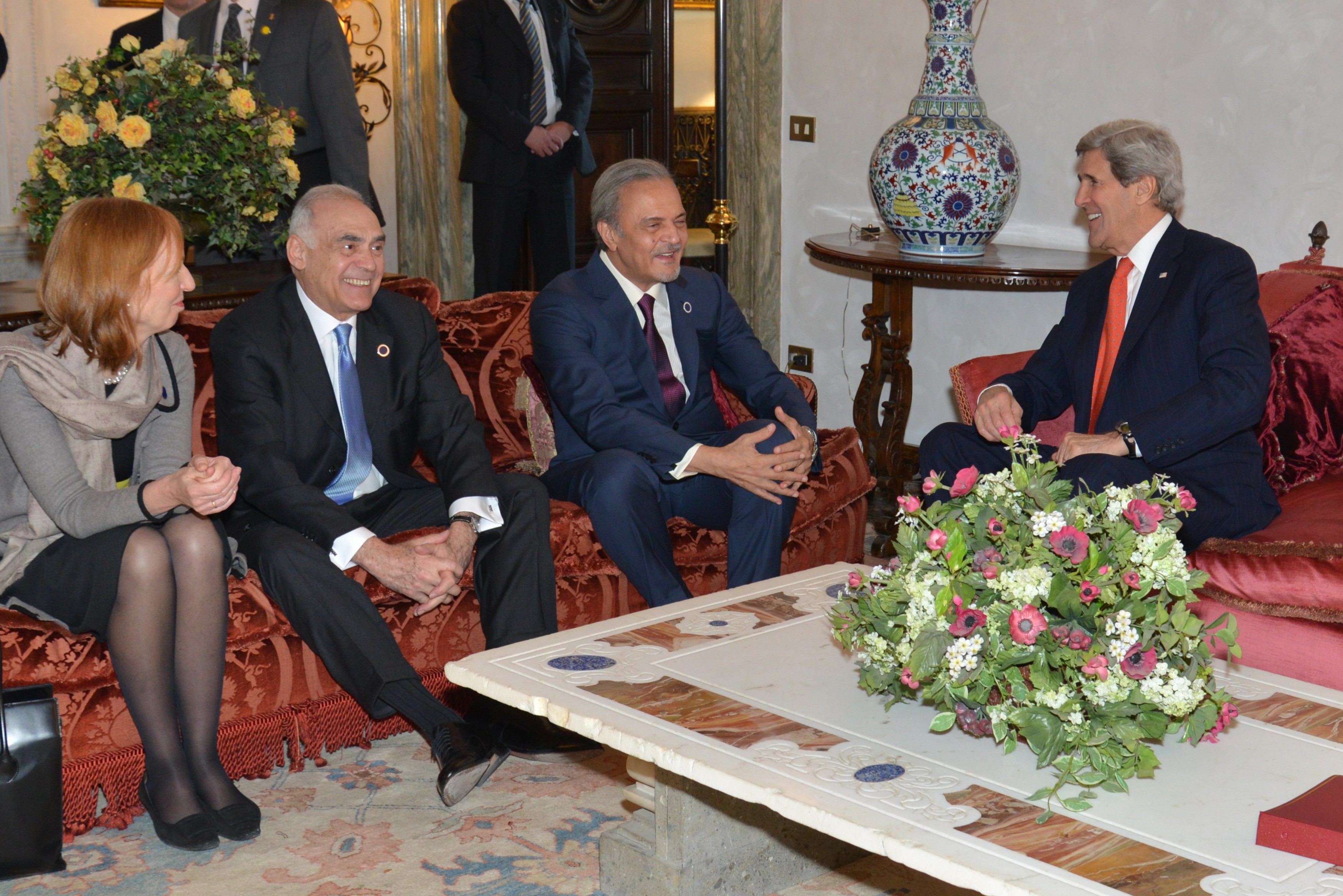
لقاء جمع بينه وبين وزير الخارجية المصري محمد كامل ووزير الخارجية الأمريكي جون كيري والمتحدثة باسم وزارة الخارجية الألمانية في روما سنة 2013م.

فيما يتعلق بمصر فقد زارها عقب ثورة 25 يناير والتقى المشير محمد حسين طنطاوي وبحثا في الأوضاع السياسية والاقتصادية والأمنية المؤثرة داخل البلاد ودور السعودية في المساهمة لاجتياز مصر للظروف التي تمر بها وعودة الاستقرار إليها. كما كان من المدافعين عن إرادة الشعب المصري في ثورة 30 يونيو، حيث ذكر خلال مؤتمر صحفي له أثناء زيارة قام بها لفرنسا بعد الثورة، قال فيها: «من أعلن وقف مساعداته لمصر أو يلوح بوقفها، فإن الأمة العربية والإسلامية غنية بأبنائها وإمكاناتها ولن تتأخر عن تقديم يد العون لمصر»، في إشارة إلى موقف بعض الدول الغربية من مصر.
كما كان له دور في عودة العلاقات بين مصر وقطر عقب ثورة 30 يونيو، وكانت بعض دول الخليج قد قامت بسحب سفرائها من الدوحة احتجاجاً على مواقفها تجاه مصر بالإضافة إلى الشؤون الداخلية لدول الخليج. كما قام بدور كبير من أجل حشد الدعم للتدخل العسكري في البحرين سنة 2011م، أثناء الاحتجاجات التي قامت حينها.

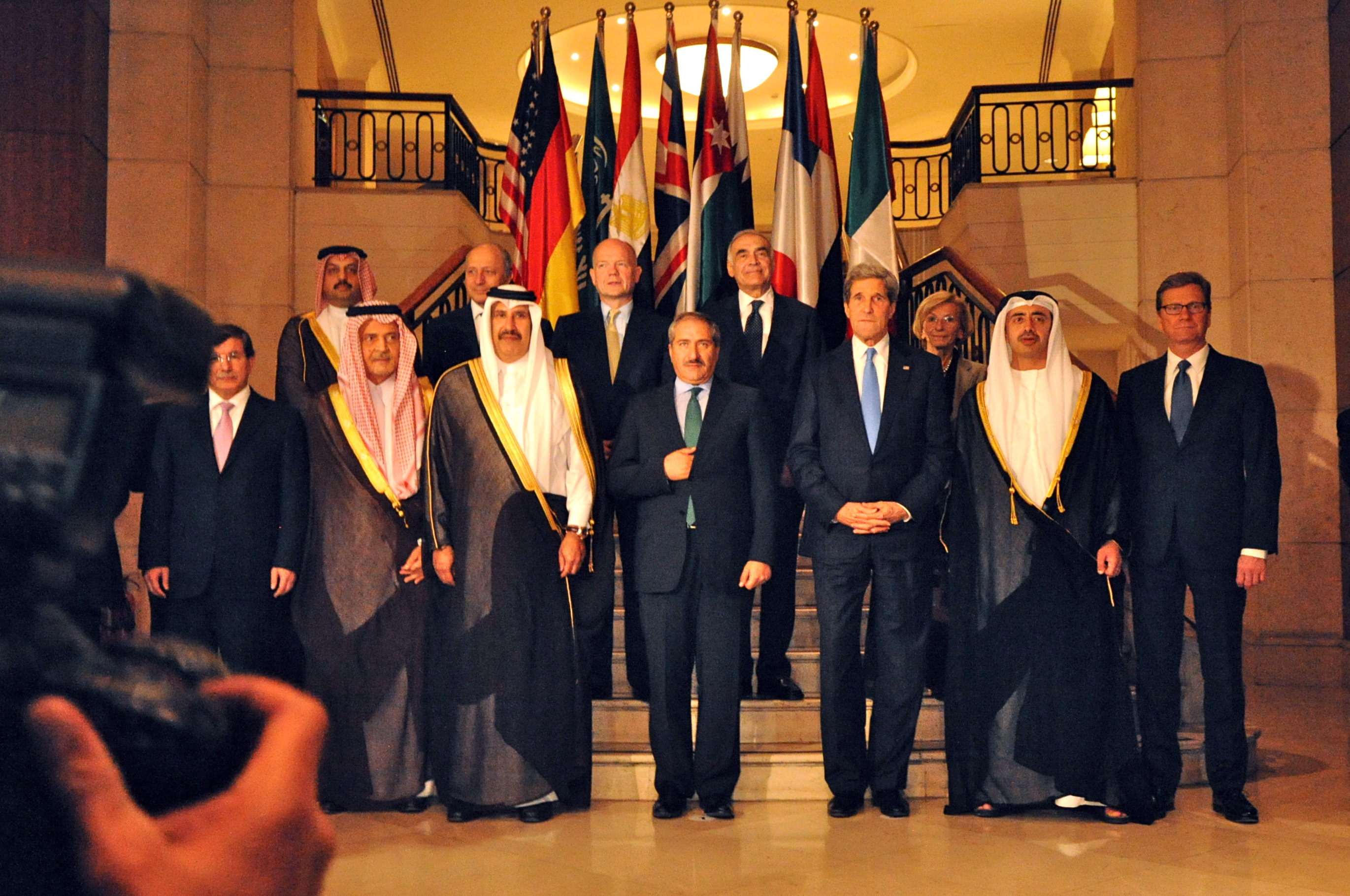
سعود الفيصل مع عدد من وزراء الخارجية في مدينة عمّان سنة 2013م.

أما بالنسبة للوضع في سوريا فقد كان رأيه أن الرئيس السوري بشار الأسد لا يمكن أن يكون جزءاً من الحل، وأنه لابد من وجود حكومة انتقالية تحل مكانه، كما انتقد النظام السوري حيث قال: «النظام السوري لم يكتف بفتح أراضيه لأجانب لقمع الشعب، بل جعل البلد مرتعاً للإرهاب».
أثناء مشاركته في اجتماع لوزراء الخارجية العرب الذي عُقد في القاهرة في شهر يناير من سنة 2012م، قال: «هل من الشيم العربية أن يقتل الحاكم شعبه؟ وهل مهمة الجيوش العربية أن تفتك بمواطنيها أم تحميهم وتحمي أعراضهم وممتلكاتهم وتحفظ أمنهم واستقرارهم؟ إن هذا الوضع لا يمكن أن يستمر... ولا نقبل بأي حال من الأحوال أن نكون شهود زور أو أن يستخدمنا أحد لتبرير الجرائم المرتكبة بحق الشعب السوري الشقيق أو للتغطية والتستر».
في شهر مارس من سنة 2014م وفي رد على رسالة للرئيس الروسي دعا فيها إلى تغليب الحل السياسي السلمي في روسيا؛ قام سعود الفيصل بانتقاد الدور الروسي الذي تقوم به دعماً للنظام السوري، وقال: «روسيا سلَّحت النظام السوري الذي يفتك بشعبه، وهذا النظام فقد شرعيته، وروسيا تتحمل مسؤولية كبيرة في مصاب الشعب السوري... وروسيا تقترح حلولاً سلمية وهي مستمرة بتسليح النظام السوري». في شهر سبتمبر من سنة 2014م قام بالحديث عن دعم الثورة السورية وذلك أثناء ترؤسه وفد السعودية في الجمعية العامة للأمم المتحدة.
في اليمن وبعد الاحتجاجات الشعبية التي طالبت برحيل الرئيس اليمني آنذاك علي عبد الله صالح تم طرح المبادرة الخليجية سنة 2011م لنقل السُّلطة والتي كان لسعود الفيصل دور كبير فيها، وبعد محاولات عدة تم التوقيع عليها في الرياض وذلك بحضور الملك عبد الله بن عبد العزيز.
لاحقاً وبعد استيلاء الحوثيين على السلطة في بداية سنة 2015م، وصف سعود الفيصل في تصريح له بأن تدخل إيران في اليمن هو تدخل عدائي، وقال: «نحن ضد أي تدخل إيراني في شؤون الدول العربية، تدخلها في اليمن أو غيره يأتي كعدوان، وهو ليس بطلب من الشرعية في اليمن، فكيف يمكن أن يكون أحد مع هذا العدوان؟».
كما أشار حينها إلى إمكانية استخدام كافة الوسائل ضد الحوثيين، حيث قال: «نحن بصدد حماية اليمن وحماية الشرعية اليمنية التي يمثلها الرئيس عبدربه هادي.. أعتقد أن كل أصدقائنا سيهبون للمساعدة إذا ما طُلب ذلك، خاصة إذا كان هناك تعد على الشرعية يستطيع أن يطالب بتنفيذ المادة 51 من ميثاق الأمم المتحدة التي تنص على حق الدفاع عن النفس».
بعد ذلك قادت السعودية تحالفاً عسكرياً كانت أولى العمليات التي قام بها عملية عاصفة الحزم.
بالنسبة للأحداث التي جرت في ليبيا سنة 2011م، فقد ذكر بأن المجلس الوزاري للجامعة العربية حريص على وقف الحرب في ليبيا ووحدة أراضيه وكذلك استقلالها وحمايتها، وأن هذه الأمور مسؤولية الجامعة العربية والمجلس الوزاري. كما نفى ما تردد حول طلب الولايات المتحدة من السعودية تزويد الثوار الليبيين بالأسلحة.

### إعفاؤه من منصبه

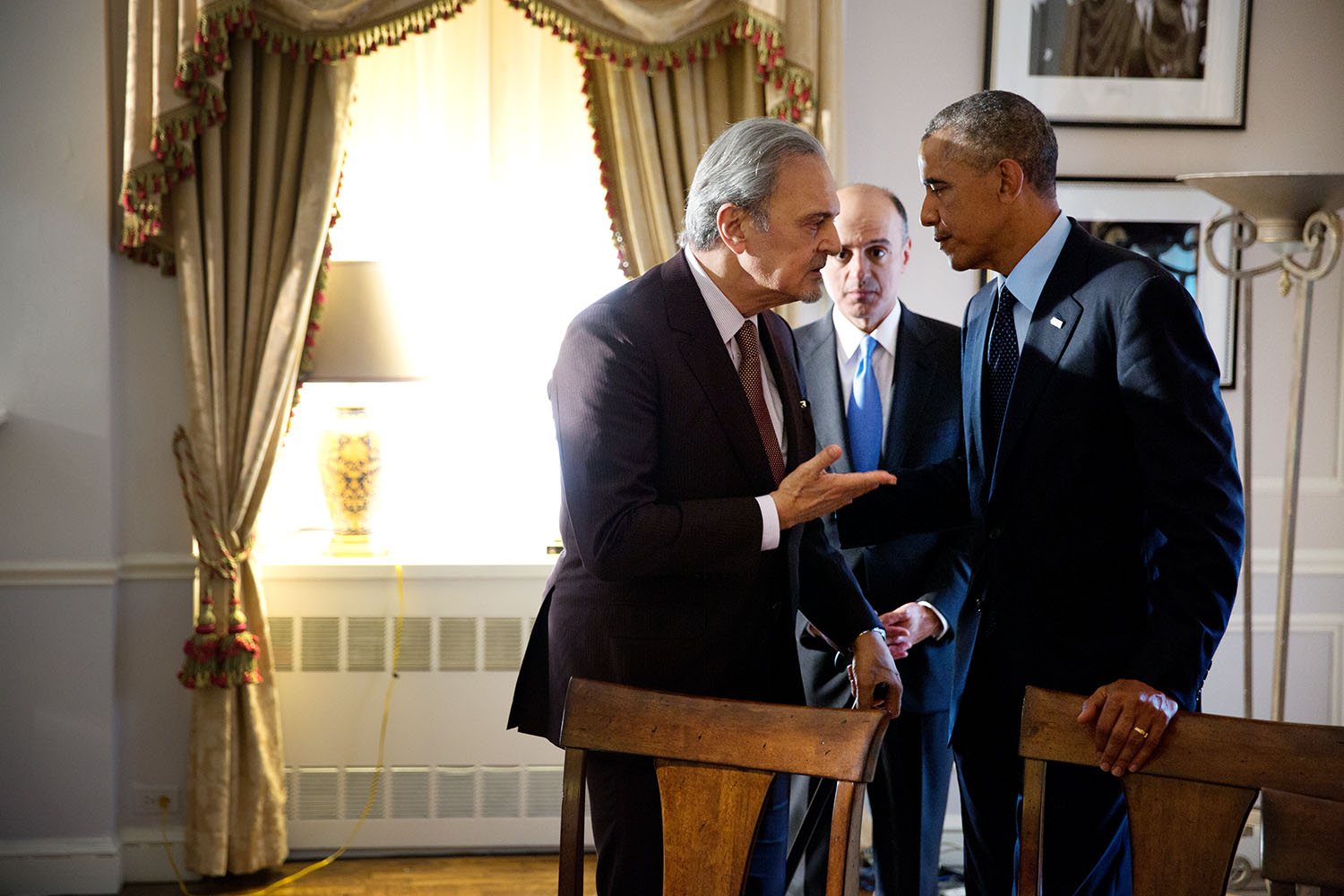
سعود الفيصل مع الرئيس الأمريكي باراك أوباما سنة 2014م، ويظهر عادل الجبير الذي عُيِّن وزيراً للخارجية السعودية خلفاً له.

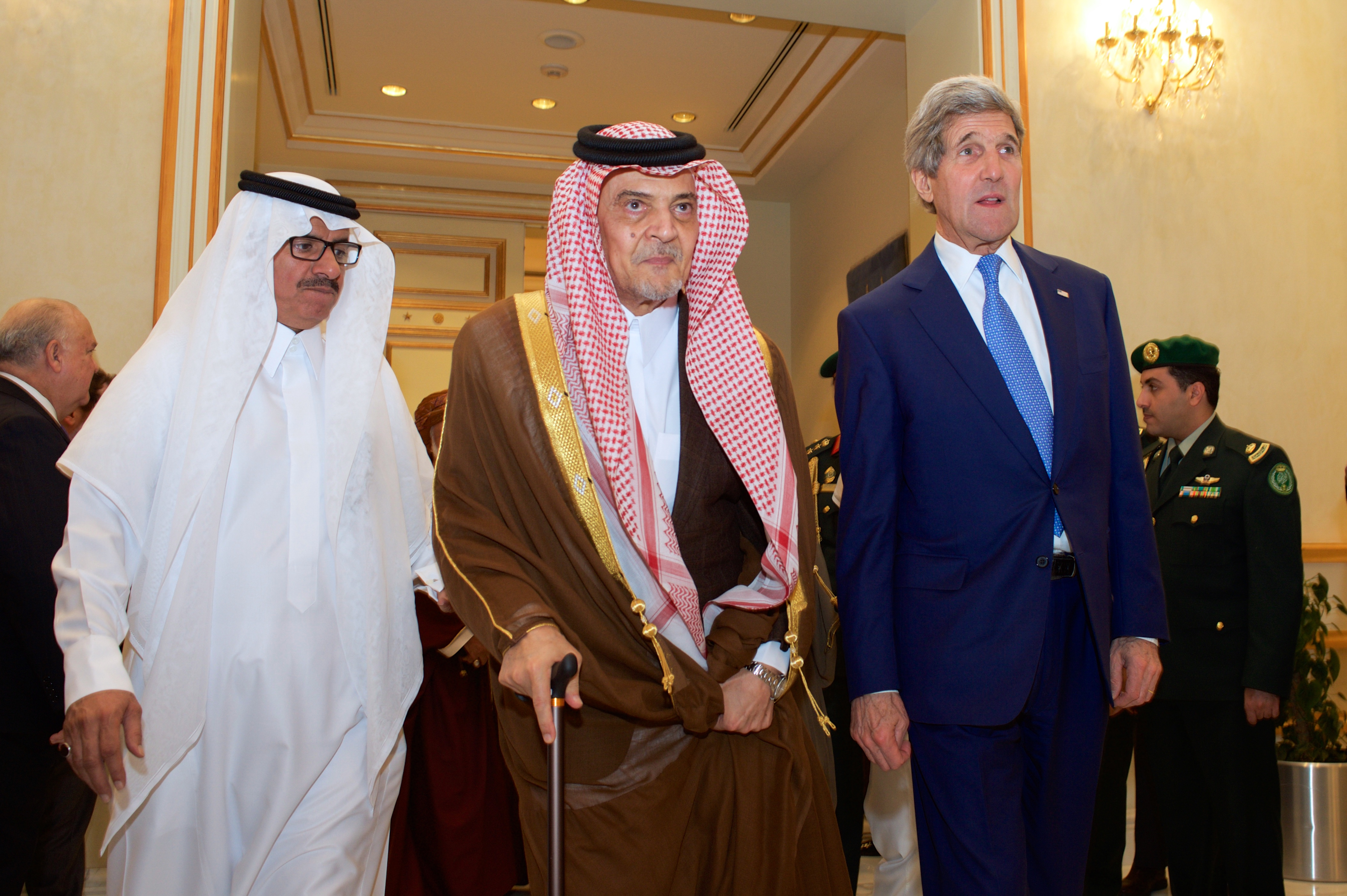
سعود الفيصل برفقة وزير الخارجية الأمريكي جون كيري في 5 مارس 2015م، أي قبل حوالي شهر ونصف من قرار إعفائه من منصبه.

قام الملك سلمان بن عبد العزيز في يوم الأربعاء 10 رجب 1436 هـ الموافق 29 أبريل 2015م بإعفاء الأمير سعود الفيصل من منصبه بناءً على طلبه وذلك لظروفه الصحية.
نص قرار الإعفاء:
السلام عليكم ورحمة الله وبركاته:
تلقينا طلب سموكم إعفاءكم من منصبكم لظروفكم الصحية، وما حمله الطلب من مشاعر الولاء الصادقة لدينكم ومليككم ووطنكم، وهذا ليس بمستغرب على سموكم.
فقد عرفناكم كما عرفكم العالم أجمع على مدى أربعين عاماً متنقلاً بين عواصمه ومدنه شارحاً سياسة وطنكم وحاملاً لواءها، ومنافحاً عن مبادئها ومصالحها، ومبادئ ومصالح أمتكم العربية والإسلامية، مضحين في سبيل ذلك بوقتكم وصحتكم، كما عرفنا فيكم الإخلاص في العمل والأمانة في الأداء والولاء للدين والوطن فكنتم لوطنكم خير سفير ولقادته خير معين.
ويعلم الله أن تحقيق طلب سموكم من أصعب الأمور علينا وأثقلها على أنفسنا، إلا أننا نقدر عالياً ظرفكم، ونثمن كثيراً مشاعركم، وإننا وإن استجبنا لرغبة سموكم وإلحاحكم غير مرة فإنكم ستكونون -إن شاء الله- قريبين منا ومن العمل الذي أحببتموه وأحبكم وأخلصتم فيه وبذلتم فيه جهدكم بلا كلل ولا ملل، تتنقلون من موقع إلى آخر تخدمون فيه دينكم ثم وطنكم في مسيرة حافلة بالنجاح ولله الحمد، سائلاً المولى القدير أن يمنّ على سموكم بدوام الصحة والعافية، وأن يحفظكم ويرعاكم ويسدد على دروب الخير خطاكم.
في ذلك الوقت كان سعود الفيصل قد أمضى 40 عاماً في المنصب وزيرًا للخارجية السعودية، وبذلك يكون وزير الخارجية الأطول خدمة في العالم. تم حينها تعيينه وزير دولة وعضواً بمجلس الوزراء، ومستشاراً ومبعوثاً خاصاً للملك سلمان، ومشرفاً على الشؤون الخارجية. كما تم تعيين السفير السعودي لدى الولايات المتحدة عادل الجبير؛ وزيراً للخارجية السعودية خلفاً له.

## مناصبه الأخرى
تقلّد سعود الفيصل عدة مناصب، من أبرزها كونه عضو المجلس الأعلى للبترول، ونائب لرئيس المجلس الأعلى للإعلام، وعضو مجلس إدارة الهيئة الوطنية لحماية الحياة الفطرية وإنمائها وكان عضواً منتدباً في مجلس إدارتها منذ تأسيسها حتى سنة 1427 هـ، وعضو مجلس الأمناء بمؤسسة الملك فيصل الخيرية ورئيس مجلس إدارة مدارس الملك فيصل. بالإضافة إلى أنه وبحكم عمله وزيرًا للخارجية فقد شارك بعضوية الكثير من اللجان العربية والإسلامية مثل اللجنة العربية الخاصة بلبنان، ولجنة التضامن العربي، واللجنة السباعية العربية ولجنة القدس واللجنة الثلاثية العربية حول لبنان ضمن وزراء خارجية الدول الثلاث. آخرها كان تعيينه وزيرًا دولة وعضواً بمجلس الوزراء، ومستشاراً ومبعوثاً خاصاً للملك سلمان، ومشرفاً على الشؤون الخارجية.

## حياته الشخصية
تزوّج سعود الفيصل من قريبته الأميرة الجوهرة، وأنجب منها ثلاثة أبناء وثلاث بنات. سعود الفيصل أخ شقيق لكل من محمد وعبد الرحمن وبندر وتركي وسارة ولطيفة ولولوة وهيفاء، كما أنه أخ غير شقيق لكل من عبد الله وحصّة وخالد وسعد ونورة والعنود والجوهرة ومشاعل بالإضافة إلى منيرة التي توفيت صغيرة.
كان كثيراً ما يظهر للعلن ويتحدث لوسائل الإعلام، وكان يتحدث اللغة الإنجليزية بطلاقة بالإضافة إلى لغات أخرى، حيث كان يتحدث سبع لغات فإلى جانب العربية، كان يتحدث الإنجليزية والفرنسية والإيطالية والألمانية والإسبانية والعبرية. كما كان يحب لعب التنس إذ كانت هوايته المفضلة.

### عائلته
زوجته: الأميرة الجوهرة بنت فيصل بن عبد الله بن عبد الرحمن بن فيصل بن تركي بن عبد الله آل سعود.
أبناؤه وبناته:
- الأمير محمد بن سعود بن فيصل آل سعود.
- الأمير خالد بن سعود بن فيصل آل سعود.
- الأمير فهد بن سعود بن فيصل آل سعود.
- الأميرة هيفاء بنت سعود بن فيصل آل سعود، (زوجة الأمير سلطان بن سلمان بن عبد العزيز آل سعود).
- الأميرة لنا بنت سعود بن فيصل آل سعود، (زوجة المهندس الكويتي فهد بن عايد العنزي).
- الأميرة ريم بنت سعود بن فيصل آل سعود.

## مرضه ووفاته

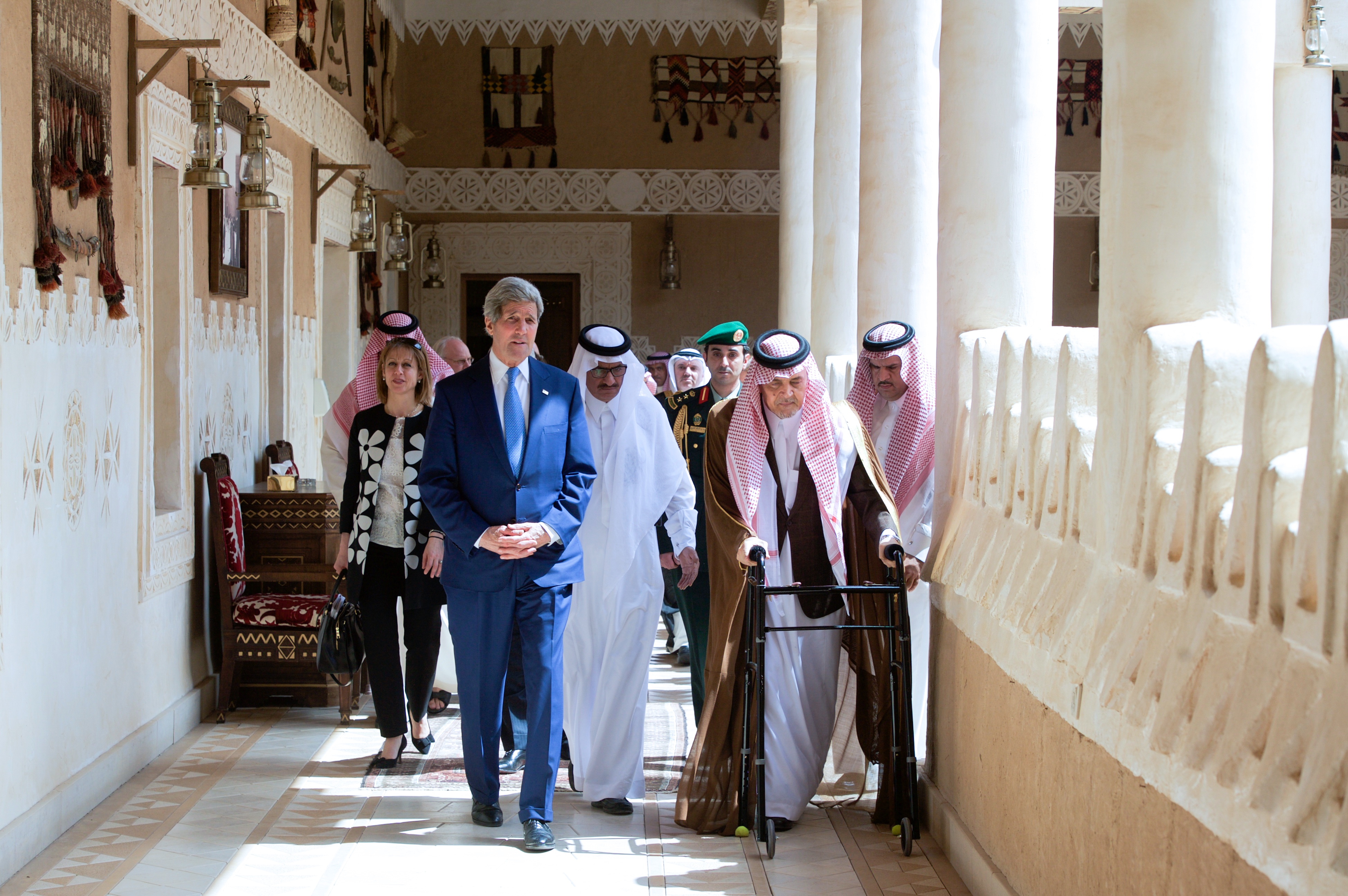
سعود الفيصل كما ظهر في شهر مارس سنة 2015م، مستعيناً بأداة على المشي.

عانى سعود الفيصل من مرض باركنسون وكذلك من آلام في الظهر، وقد أُجريت له جراحة في الولايات المتحدة. ظهرت عليه علامات التدهور الصحي، حيث كان يعاني من صعوبة في الكلام وعدم مقدرته على الوقوف بشكل مستقيم. في 11 أغسطس 2012م قام بإجراء جراحة أخرى لإزالة انسداد بسيط في الأمعاء بسبب التصاقات نتجت عن الجراحة السابقة، وقد تم إجراء العملية في مستشفى التخصصي بجدة. بعد خروجه من المستشفى في 6 سبتمبر 2012م غادر سعود الفيصل إلى لوس أنجلوس، وقد أعلنت الوزارة أنه سيبقى هناك لفترة من الوقت.
لاحقاً وفي 25 يناير 2015م قام بإجراء عملية جراحية ناجحة في العمود الفقري وكان ذلك في الولايات المتحدة. ظهر سعود الفيصل بالإعلام في شهر مارس سنة 2015م مستخدماً أداة المشاية التي كانت تساعده على المشي. مع تقدمه في العمر واجه سعود الفيصل العديد من المشاكل الصحية، ومعاناته من آلام الظهر المزمنة والذي اضطره لعمل عدد من العمليات الجراحية.
يرى خالد بن سعود بن خالد مساعد وزير الخارجية السعودي بأن مشاكل سعود الفيصل الصحية كانت بسبب كثرة التحركات والضغوط النفسية التي عاشها من خلال أحداث المنطقة وأبرزها حرب الخليج الثانية، وذكر بأن أول مشكلة تعرض لها كانت في المرارة وقد أجرى لها عملية إلا أنه قد نتج عنها بعض المضاعفات، ثم جاءت مشاكل الظهر.
توفي سعود الفيصل يوم الخميس 22 رمضان 1436 هـ الموافق 9 يوليو 2015م بمدينة لوس أنجلوس الأمريكية عن عمر ناهز 75 عاماً، ووصل جثمانه إلى مطار الملك عبد العزيز الدولي بجدة يوم السبت 24 رمضان 1436 هـ الموافق 11 يوليو 2015م، وتمت الصلاة عليه بعد صلاة العشاء في المسجد الحرام بمكة المكرمة، ودفن في مقبرة العدل بمكة.

## ميراثه وتكريمه

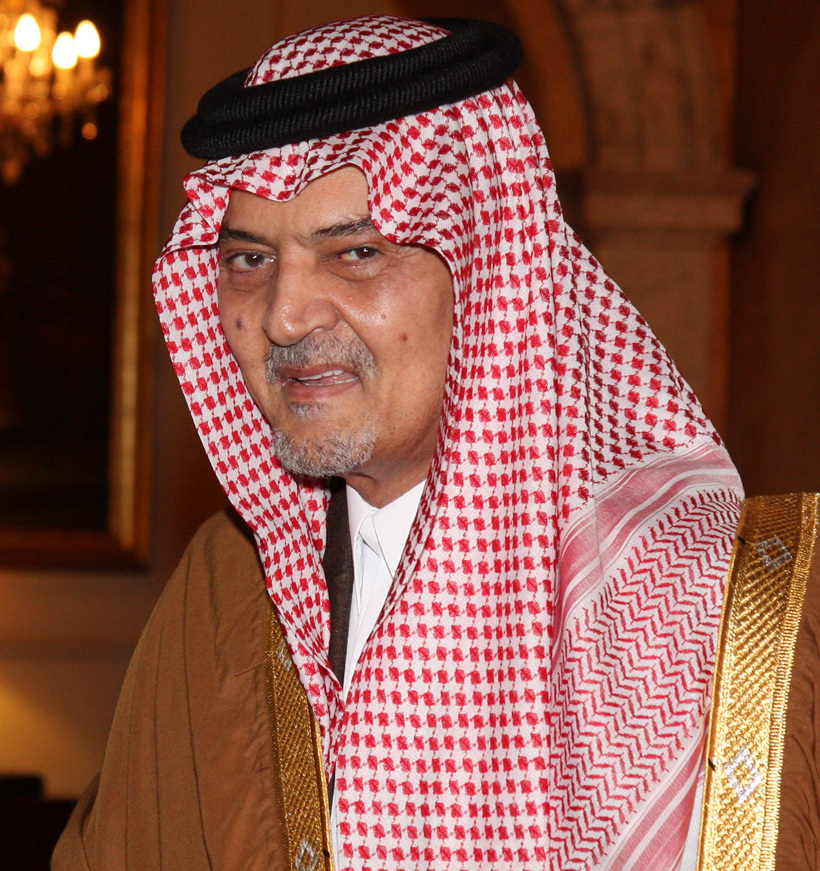
سعود الفيصل في سنة 2011م.

يرى الكثيرون بأن سعود الفيصل هو من رسم شكل الدبلوماسية السعودية والعلاقات الخارجية للدولة كونه بقي في المنصب لأربعة عقود، حيث يرى عبد الله الشمري وهو دبلوماسي سعودي سابق بأن السيرة العملية للأمير سعود الفيصل تختصر تلك الفترة من التاريخ الدبلوماسي السعودي حيث يقول: «خلال تلك الفترة، وهي ليست بالقصيرة، تعرض العالم والشرق الأوسط لأحداث مهمة وجسيمة، منها اندلاع الثورة الإيرانية والغزو السوفيتي لأفغانستان والحرب العراقية الإيرانية واتفاق الطائف بين اللبنانيين، مروراً بالغزو العراقي للكويت وأحداث الحادي عشر من سبتمبر (أيلول) والغزو الأمريكي للعراق، وانتهاءً بأحداث الربيع العربي».
كما يقول الرئيس الأمريكي باراك أوباما: «الأمير سعود الفيصل كان دبلوماسياً ملتزماً بارعاً، وقد شهد خلال عمله وزيراً للخارجية بعضاً من أكثر الفترات تحدياً في المنطقة، وكان هدفه السلام، وهو ممن فاوض على إنهاء الحرب الأهلية في لبنان، وساعد على إطلاق مبادرة السلام العربية، وقد استفادت أجيال من القادة والدبلوماسيين الأمريكيين من مهارة واتزان ورؤية وكاريزما الأمير سعود الفيصل ومهارته الدبلوماسية، وكان ملتزماً بأهمية العلاقة بين الولايات المتحدة والمملكة العربية السعودية، والسعي لتحقيق الاستقرار والأمن في منطقة الشرق الأوسط وخارجها، وسوف يكون إرثه باقياً في جميع أنحاء العالم».
فيما يقول وزير الخارجية الأمريكي جون كيري: «كسيناتور وكوزير للخارجية تسنّت لي فرص عديدة للقاء الأمير سعود الفيصل في الرياض وواشنطن ومختلف الدول، لقد كان رجلاً بخبرة واسعة وشخصية ودودة ونبل عظيم ورؤى ثاقبة، خدم بلاده بإخلاص. إن خدمة الأمير الطويلة في السلك الدبلوماسي تدل على الاحترام العالمي الذي يكنه له العالم. أحترمه بشكل شخصي وأقدر صداقتي له، وممتن لمشورته الحكيمة، إرثه كرجل دولة ودبلوماسي لن يُنسى».
كما وصفه زير الخارجية الفرنسي لوران فابيوس بمهندس الدبلوماسية السعودية ورجل السلام والمدافع عن استقلال بلاده في المحافل الدولية، وقالت الممثلة العليا للسياسة الخارجية الأوروبية فيديريكا موغيريني: «إن العالم سيتذكر دوره المحوري في تعزيز وبسط الاستقرار في المنطقة، إضافة إلى دوره الريادي في تعزيز أواصر الصلة بين المملكة العربية السعودية والاتحاد الأوروبي والدول الأعضاء».
تم تكريمه في عدة مناسبات من أبرزها، حينما نظّم مركز الملك فيصل للبحوث والدراسات الإسلامية مؤتمر دولي تحت عنوان «سعود الأوطان» في الفترة ما بين 17 - 19 رجب 1437 هـ الموافق 24 - 26 أبريل 2016م حيث تم التطرق فيه إلى سيرته وإنجازاته.
كما قام مجلس العلاقات الدولية بتكريمه خلال حفل أقيم في دولة الكويت حضره تركي الفيصل.
قامت السعودية بإطلاق اسمه على «معهد الدراسات الدبلوماسية» ليصبح «معهد الأمير سعود الفيصل للدراسات الدبلوماسية»، كما أعلن وزراء خارجية دول مجلس التعاون الخليجي عن إطلاق اسمه على مبنى المؤتمرات في الأمانة العامة للمجلس بالرياض ليصبح «مركز الأمير سعود الفيصل للمؤتمرات».
وكذلك أُطلق اسمه على «المركز الوطني لأبحاث الحياة الفطرية» ليصبح «مركز سعود الفيصل لأبحاث الحياة الفطرية».
أطلق اسمه أيضاً على بعض الشوارع في السعودية من أبرزها إطلاق اسمه على شارع رئيسي في الرياض يقع على الطريق الذي يمتد من طريق الناصرية جنوباً حتى طريق الملك سعود شمالاً والذي يقع عليه مقر وزارة الخارجية السعودية، وكذلك شارع في جدة وآخر في الدمام بالإضافة إلى شارعين أحدهما في الأحساء والآخر في نجران. كما قامت البحرين بإطلاق اسمه على أحد شوارع حي الجفير في المنامة.

## السلالة
| \| \| \| \| \| \| \| \| \| \| \| \| \| \| \| \| \| \| \| \| فيصل بن تركي بن عبد الله آل سعود \| \| \| \| \| \| \| \| \| \| \| \| \| \| \| \| \| \| \| \| \| \| \| \| \| \| \| \| \| \| \| \| \| \| \| \| \| \| \| \| \| \| \| \| \| \| \| \| \| \| \| \| \| \| عبد الرحمن بن فيصل آل سعود \| \| \| \| \| \| \| \| \| \| \| \| \| \| \| \| \| \| \| \| \| \| \| \| \| \| \| \| \| \| \| \| \| \| \| \| \| \| \| \| \| \| \| \| \| \| \| \| \| \| \| \| \| \| سارة بنت مشاري بن عبدالرحمن بن حسن بن مشاري بن سعود \| \| \| \| \| \| \| \| \| \| \| \| \| \| \| \| \| \| \| \| \| \| \| \| \| \| \| \| \| \| \| \| \| \| \| \| \| \| \| \| \| \| \| \| \| \| \| \| \| \| \| \| \| \| عبد العزيز بن عبد الرحمن آل سعود \| \| \| \| \| \| \| \| \| \| \| \| \| \| \| \| \| \| \| \| \| \| \| \| \| \| \| \| \| \| \| \| \| \| \| \| \| \| \| \| \| \| \| \| \| \| \| \| \| \| \| \| \| \| أحمد الكبير بن محمد بن تركي السديري \| \| \| \| \| \| \| \| \| \| \| \| \| \| \| \| \| \| \| \| \| \| \| \| \| \| \| \| \| \| \| \| \| \| \| \| \| \| \| \| \| \| \| \| \| \| \| \| \| \| \| \| \| \| سارة بنت أحمد السديري \| \| \| \| \| \| \| \| \| \| \| \| \| \| \| \| \| \| \| \| \| \| \| \| \| \| \| \| \| \| \| \| \| \| \| \| \| \| \| \| \| \| \| \| \| \| \| \| \| \| \| \| \| \| فيصل بن عبد العزيز آل سعود \| \| \| \| \| \| \| \| \| \| \| \| \| \| \| \| \| \| \| \| \| \| \| \| \| \| \| \| \| \| \| \| \| \| \| \| \| \| \| \| \| \| \| \| \| \| \| \| \| \| \| \| \| \| عبد اللطيف آل الشيخ \| \| \| \| \| \| \| \| \| \| \| \| \| \| \| \| \| \| \| \| \| \| \| \| \| \| \| \| \| \| \| \| \| \| \| \| \| \| \| \| \| \| \| \| \| \| \| \| \| \| \| \| \| \| عبد الله بن عبد اللطيف آل الشيخ \| \| \| \| \| \| \| \| \| \| \| \| \| \| \| \| \| \| \| \| \| \| \| \| \| \| \| \| \| \| \| \| \| \| \| \| \| \| \| \| \| \| \| \| \| \| \| \| \| \| \| \| \| \| طرفة بنت عبد الله آل الشيخ \| \| \| \| \| \| \| \| \| \| \| \| \| \| \| \| \| \| \| \| \| \| \| \| \| \| \| \| \| \| \| \| \| \| \| \| \| \| \| \| \| \| \| \| \| \| \| \| \| \| \| \| \| \| سعود الفيصل آل سعود \| \| \| \| \| \| \| \| \| \| \| \| \| \| \| \| \| \| \| \| \| \| \| \| \| \| \| \| \| \| \| \| \| \| \| \| \| \| \| \| \| \| \| \| \| \| \| \| \| \| \| \| \| \| عبد الله بن عبد الله بن ثنيان بن إبراهيم بن ثنيان بن سعود \| \| \| \| \| \| \| \| \| \| \| \| \| \| \| \| \| \| \| \| \| \| \| \| \| \| \| \| \| \| \| \| \| \| \| \| \| \| \| \| \| \| \| \| \| \| \| \| \| \| \| \| \| \| محمد بن عبد الله الثنيان آل سعود \| \| \| \| \| \| \| \| \| \| \| \| \| \| \| \| \| \| \| \| \| \| \| \| \| \| \| \| \| \| \| \| \| \| \| \| \| \| \| \| \| \| \| \| \| \| \| \| \| \| \| \| \| \| عفت الثنيان آل سعود \| \| \| \| \| \| \| \| \| \| \| \| \| \| \| \| \| \| \| \| \| \| \| \| \| \| \| \| \| \| \| \| \| \| \| \| \| \| \| \| \| \| \| \| \| \| \| \| \| \| \| \| \| \| آسيا \| \| \| \| \| \| \| \| \| \| \| \| \| \| \| \| \| \| \| \| \| \| \| \| \| \| \| \| \| \| \| \| \| \| \| \| \| \| \| \| \| \| \| \| \| \| \| \| \| \| \| \| |                                                           |  |  |  |  |  |  |  |  |  |  |  |  |  |  |  |
| |                                                           |  |  |  |  |  |  |  |  |  |  |  |  |  |  |  |
| | فيصل بن تركي بن عبد الله آل سعود                          |  |  |  |  |  |  |  |  |  |  |  |  |  |  |  |
| |                                                           |  |  |  |  |  |  |  |  |  |  |  |  |  |  |  |
| |                                                           |  |  |  |  |  |  |  |  |  |  |  |  |  |  |  |
| | عبد الرحمن بن فيصل آل سعود                                |  |  |  |  |  |  |  |  |  |  |  |  |  |  |  |
| |                                                           |  |  |  |  |  |  |  |  |  |  |  |  |  |  |  |
| |                                                           |  |  |  |  |  |  |  |  |  |  |  |  |  |  |  |
| | سارة بنت مشاري بن عبدالرحمن بن حسن بن مشاري بن سعود       |  |  |  |  |  |  |  |  |  |  |  |  |  |  |  |
| |                                                           |  |  |  |  |  |  |  |  |  |  |  |  |  |  |  |
| |                                                           |  |  |  |  |  |  |  |  |  |  |  |  |  |  |  |
| | عبد العزيز بن عبد الرحمن آل سعود                          |  |  |  |  |  |  |  |  |  |  |  |  |  |  |  |
| |                                                           |  |  |  |  |  |  |  |  |  |  |  |  |  |  |  |
| |                                                           |  |  |  |  |  |  |  |  |  |  |  |  |  |  |  |
| | أحمد الكبير بن محمد بن تركي السديري                       |  |  |  |  |  |  |  |  |  |  |  |  |  |  |  |
| |                                                           |  |  |  |  |  |  |  |  |  |  |  |  |  |  |  |
| |                                                           |  |  |  |  |  |  |  |  |  |  |  |  |  |  |  |
| | سارة بنت أحمد السديري                                     |  |  |  |  |  |  |  |  |  |  |  |  |  |  |  |
| |                                                           |  |  |  |  |  |  |  |  |  |  |  |  |  |  |  |
| |                                                           |  |  |  |  |  |  |  |  |  |  |  |  |  |  |  |
| | فيصل بن عبد العزيز آل سعود                                |  |  |  |  |  |  |  |  |  |  |  |  |  |  |  |
| |                                                           |  |  |  |  |  |  |  |  |  |  |  |  |  |  |  |
| |                                                           |  |  |  |  |  |  |  |  |  |  |  |  |  |  |  |
| | عبد اللطيف آل الشيخ                                       |  |  |  |  |  |  |  |  |  |  |  |  |  |  |  |
| |                                                           |  |  |  |  |  |  |  |  |  |  |  |  |  |  |  |
| |                                                           |  |  |  |  |  |  |  |  |  |  |  |  |  |  |  |
| | عبد الله بن عبد اللطيف آل الشيخ                           |  |  |  |  |  |  |  |  |  |  |  |  |  |  |  |
| |                                                           |  |  |  |  |  |  |  |  |  |  |  |  |  |  |  |
| |                                                           |  |  |  |  |  |  |  |  |  |  |  |  |  |  |  |
| | طرفة بنت عبد الله آل الشيخ                                |  |  |  |  |  |  |  |  |  |  |  |  |  |  |  |
| |                                                           |  |  |  |  |  |  |  |  |  |  |  |  |  |  |  |
| |                                                           |  |  |  |  |  |  |  |  |  |  |  |  |  |  |  |
| | سعود الفيصل آل سعود                                       |  |  |  |  |  |  |  |  |  |  |  |  |  |  |  |
| |                                                           |  |  |  |  |  |  |  |  |  |  |  |  |  |  |  |
| |                                                           |  |  |  |  |  |  |  |  |  |  |  |  |  |  |  |
| | عبد الله بن عبد الله بن ثنيان بن إبراهيم بن ثنيان بن سعود |  |  |  |  |  |  |  |  |  |  |  |  |  |  |  |
| |                                                           |  |  |  |  |  |  |  |  |  |  |  |  |  |  |  |
| |                                                           |  |  |  |  |  |  |  |  |  |  |  |  |  |  |  |
| | محمد بن عبد الله الثنيان آل سعود                          |  |  |  |  |  |  |  |  |  |  |  |  |  |  |  |
| |                                                           |  |  |  |  |  |  |  |  |  |  |  |  |  |  |  |
| |                                                           |  |  |  |  |  |  |  |  |  |  |  |  |  |  |  |
| | عفت الثنيان آل سعود                                       |  |  |  |  |  |  |  |  |  |  |  |  |  |  |  |
| |                                                           |  |  |  |  |  |  |  |  |  |  |  |  |  |  |  |
| |                                                           |  |  |  |  |  |  |  |  |  |  |  |  |  |  |  |
| | آسيا                                                      |  |  |  |  |  |  |  |  |  |  |  |  |  |  |  |
| |                                                           |  |  |  |  |  |  |  |  |  |  |  |  |  |  |  |
| |                                                           |  |  |  |  |  |  |  |  |  |  |  |  |  |  |  |

## وصلات خارجية
- سعود الفيصل على موقع IMDb (الإنجليزية)
- سعود الفيصل على موقع مونزينجر (الألمانية)
- الصفحة الرسمية لسعود الفيصل.
- معهد الأمير سعود الفيصل للدراسات الدبلوماسية.
- مركز الأمير سعود الفيصل لأبحاث الحياة الفطرية.

| المناصب السياسية                | المناصب السياسية                   | المناصب السياسية |
| ------------------------------- | ---------------------------------- | ---------------- |
| سبقه فيصل بن عبد العزيز آل سعود | وزير الخارجية السعودي 1975 – 2015م | تبعه عادل الجبير |